# Caudete
Caudete es un municipio y localidad española de la provincia de Albacete, en la comunidad autónoma de Castilla-La Mancha. El término municipal, con una población de 10 249 habitantes (INE 2024), está situado en la mancomunidad Monte Ibérico-Corredor de Almansa.

## Toponimia
El topónimo “Caudete” deriva del árabe القبدغ (al-qabdag), que deriva en el mozárabe cap d'aq y que procede del latín caput aquae (‘cabeza o fuente de agua’), nombre dado por su ubicación en la cabeza de la cuenca hidrográfica del río Vinalopó. Tradicionalmente se ha derivado de Capdetum como contracción de Caput Deitanorum "cabeza de los deitanos", cultura íbera que habitó el área de Caudete. Durante la existencia de Caudete ha recibido otros nombres. El más utilizado fue Capdet o Capdets[cita requerida] aunque también se utilizaron otros nombres como Alcaudete o Alcaudeto, Alcapdet y Capdeto. En castellano y oficialmente es Caudete.

## Símbolos

### Títulos
Caudete ostenta los títulos de Real, Muy Noble, Muy Leal y Fidelísima Villa concedidos por el rey Pedro IV de Aragón, en 1362 en agradecimiento al apoyo prestado por la población al monarca aragonés en la guerra de los Dos Pedros.
Posteriormente, en 1427, el rey Alfonso V de Aragón concedió a Caudete el título de Real tras incorporar el municipio a su patrimonio personal con perpetua prohibición de enajenación.

### Escudo
El escudo de Caudete tiene el siguiente blasonamiento:

En campo de azur, un castillo de oro con una torre del homenaje, aclarado de gules, surmontado de un escudete de oro con cuatro palos de gules (barras de Aragón), resaltado de dos llaves de plata, puestas en sotuer y acompañado de cuatro estrellas de oro de ocho puntas. El castillo acompañado de las letras C y D, de plata, surmontado de sendas alas encontradas de oro. Bordura de gules cargada de ocho estrellas de oro de ocho puntas. Al timbre, corona de Jaime I.
Diario Oficial de Castilla-La Mancha 117/2014, de 20 de junio de 2014

Los cuatro palos de Aragón dan fe de su antigua pertenencia al Reino de Valencia y la corona real recuerda que fue patrimonio directo de los reyes de Aragón. Las llaves atravesadas (les claus del regne) simbolizan la situación fronteriza entre Valencia y Castilla, ya que Caudete «abría el reino». Las cuatro estrellas representan los cuatro títulos más importantes que son: Muy Noble, Muy Leal, Fidelísima y Real Villa. Las alas de paloma representan la presteza con la que los caudetanos acudían a defender a sus reyes. Las alas de paloma son un elemento característico que Jaime I concedía a las villas reales. Las letras C y D que aparecen bajo las alas son las iniciales del supuesto nombre latino Caput Deitanorum ('capital de los deitanos').

## Geografía física

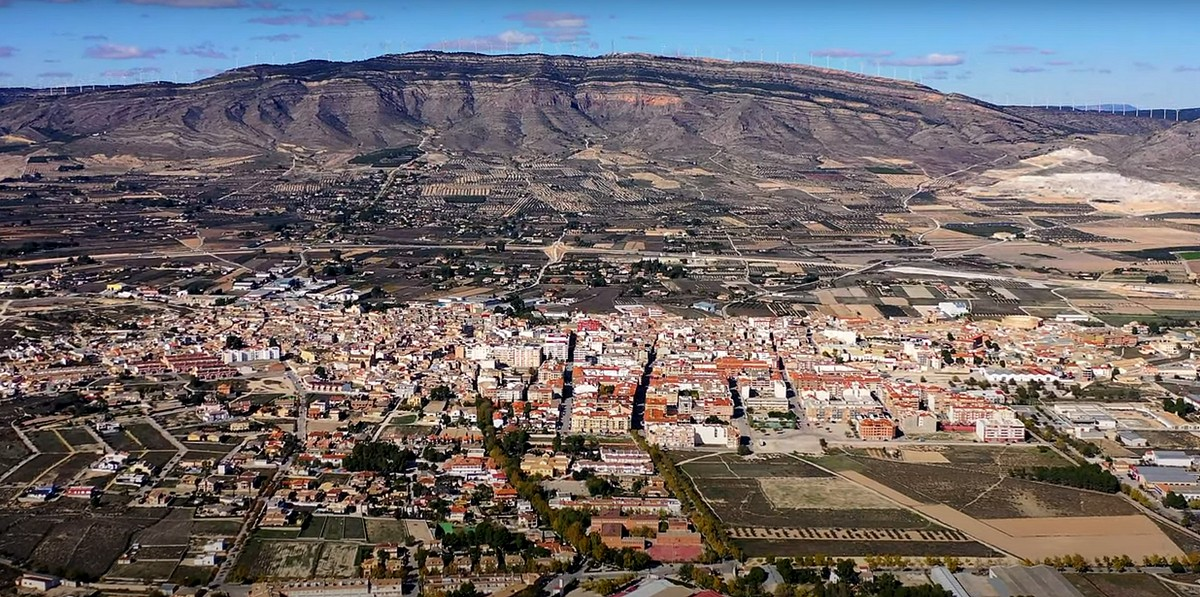
Caudete con la sierra Oliva al fondo

El municipio se ubica en el sureste de la península ibérica. Está integrado en la mancomunidad del Monte Ibérico- Corredor de Almansa, si bien geográficamente se sitúa en el Alto Vinalopó a 103 km de la ciudad de Albacete y 75 km de la ciudad de Alicante. Su término municipal está atravesado por la autovía del Altiplano (A-33) y por la autovía de Alicante (A-31). Está a medio camino entre La Mancha y la costa mediterránea, combinando la montaña y la llanura. Se trata del municipio castellano-manchego más cercano a la costa, localizado a solo 50 km en línea recta del litoral.
El relieve del territorio está caracterizado por una extensa planicie, con algunas estribaciones montañosas (sierra Oliva al noroeste, sierra del Cuchillo al suroeste y sierra Alácera al sur). La altitud del municipio oscila entre los 1153 m de la sierra de Oliva y los 500 m al sur. La villa se alza a 555 m sobre el nivel del mar. La vegetación típica es de monte mediterráneo: pino carrasco, pino piñonero, encina, coscoja y matorral de monte bajo.
El casco urbano se asienta sobre tres colinas (el Castillo, Santa Ana y las Peñicas) que conforman el núcleo original, rodeadas al este por la rambla de Bogarra y al oeste por la rambla del Paraíso. Desde estas tres colinas el crecimiento urbano se ha ido extendiendo hacia el este, en dirección a la rambla de Bogarra, y hacia el sureste, hacia el santuario de la Virgen de Gracia.
| Noroeste: Almansa        | Norte: Almansa          | Noreste: Villena (Alicante) |
| Oeste: Yecla (Murcia)    |                         | Este: Villena (Alicante)    |
| Suroeste: Yecla (Murcia) | Sur: Villena (Alicante) | Sureste: Villena (Alicante) |

### Clima
Caudete disfruta de un clima continental suavizado por la influencia mediterránea, con una temperatura media anual de 15 °C y un régimen de lluvia de tipo mediterráneo, con picos en primavera y otoño.
| Parámetros climáticos promedio de Caudete | Parámetros climáticos promedio de Caudete | Parámetros climáticos promedio de Caudete | Parámetros climáticos promedio de Caudete | Parámetros climáticos promedio de Caudete | Parámetros climáticos promedio de Caudete | Parámetros climáticos promedio de Caudete | Parámetros climáticos promedio de Caudete | Parámetros climáticos promedio de Caudete | Parámetros climáticos promedio de Caudete | Parámetros climáticos promedio de Caudete | Parámetros climáticos promedio de Caudete | Parámetros climáticos promedio de Caudete | Parámetros climáticos promedio de Caudete |
| Mes                                       | Ene.                                      | Feb.                                      | Mar.                                      | Abr.                                      | May.                                      | Jun.                                      | Jul.                                      | Ago.                                      | Sep.                                      | Oct.                                      | Nov.                                      | Dic.                                      | Anual                                     |
| ----------------------------------------- | ----------------------------------------- | ----------------------------------------- | ----------------------------------------- | ----------------------------------------- | ----------------------------------------- | ----------------------------------------- | ----------------------------------------- | ----------------------------------------- | ----------------------------------------- | ----------------------------------------- | ----------------------------------------- | ----------------------------------------- | ----------------------------------------- |
| Temp. máx. media (°C)                     | 12.5                                      | 13.5                                      | 16.5                                      | 18.6                                      | 22.0                                      | 26.6                                      | 30.3                                      | 30.3                                      | 27.0                                      | 21.7                                      | 16.9                                      | 13.5                                      | 20.8                                      |
| Temp. media (°C)                          | 7.5                                       | 8.3                                       | 10.8                                      | 13.0                                      | 16.3                                      | 20.5                                      | 23.9                                      | 24.0                                      | 20.9                                      | 16.1                                      | 11.6                                      | 8.7                                       | 15.2                                      |
| Temp. mín. media (°C)                     | 2.6                                       | 3.2                                       | 5.1                                       | 7.4                                       | 10.6                                      | 14.5                                      | 17.5                                      | 17.8                                      | 14.9                                      | 10.6                                      | 6.4                                       | 3.9                                       | 9.5                                       |
| Precipitación total (mm)                  | 27                                        | 30                                        | 33                                        | 47                                        | 41                                        | 29                                        | 10                                        | 16                                        | 41                                        | 61                                        | 45                                        | 37                                        | 417                                       |
| Fuente n.º 1: Weatherbase                 |                                           |                                           |                                           |                                           |                                           |                                           |                                           |                                           |                                           |                                           |                                           |                                           |                                           |
| Fuente n.º 2: Hong Kong Observatory       |                                           |                                           |                                           |                                           |                                           |                                           |                                           |                                           |                                           |                                           |                                           |                                           |                                           |

La estación meteorológica de la red SIAR, situada en las inmediaciones del municipio, recoge una temperatura máxima absoluta de 43,3 °C (10 de agosto de 2012) y una mínima absoluta de -16,1 °C (29 de enero de 2006).

## Historia

### Antigüedad

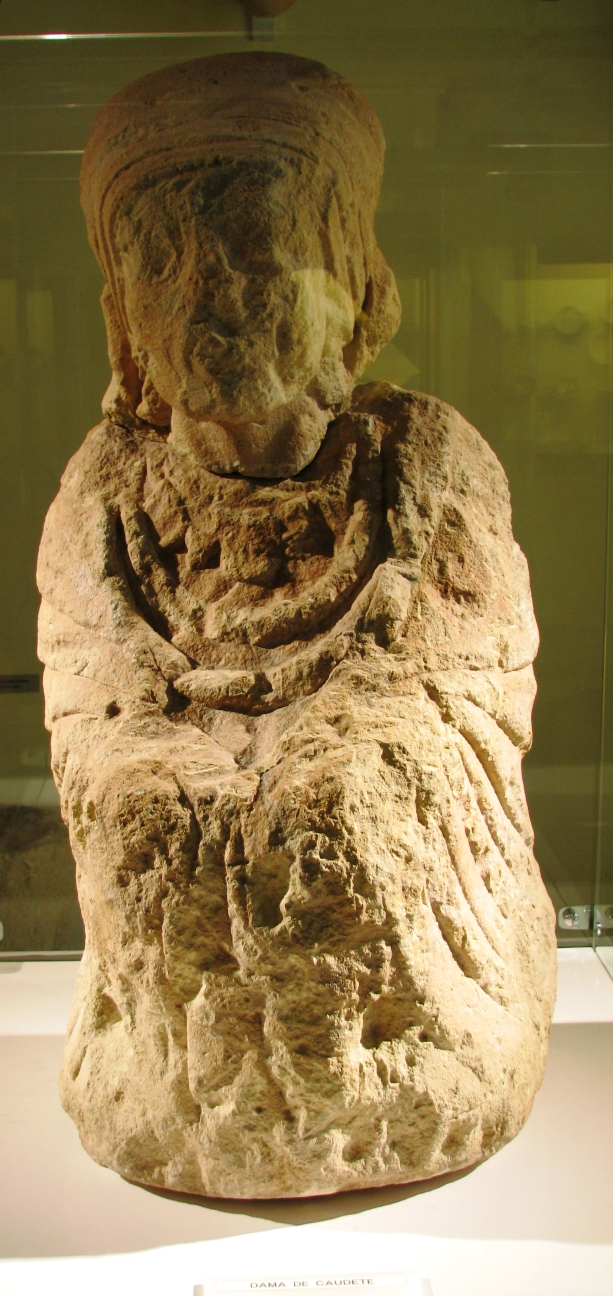
Dama de Caudete (Museo Arqueológico de Villena)

Los primeros vestigios arqueológicos del término de Caudete datan de época neolítica, habiéndose hallado restos de vasijas y otros utensilios y algunas pinturas rupestres en la cueva Santa.

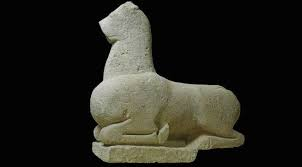
Cierva de Caudete (Museo de Albacete)

En época ibérica el poblamiento se intensifica, quedando de este tiempo importantes hallazgos: la Dama de Caudete, representación antropomórfica de una divinidad o sacerdotisa íbera, que se expone en el Museo Arqueológico de Villena, así como la Cabeza de Toro y la Cierva de Caudete, representaciones de animales divinizados que ejercían como espíritus protectores, expuestas en el Museo de Albacete. Cabe también señalar el pilar estela, parte integrante de una estructura funeraria íbera del siglo IV a. C. que apareció entre los muros del castillo de la localidad.
De época ibera han aparecido numerosos yacimientos en el término municipal:
- Yacimiento de Capuchinos: está ubicado a los pies de Sierra Oliva, junto al nacimiento de agua de Bogarra. Este yacimiento se compone de un poblado y una necrópolis de gran extensión, ocupados entre los siglos V y III a. C. Aquí han aparecido los restos de esta época más importantes, entre los que destaca la Cierva de Caudete.
- Puntal de los Anteojos: ubicado cerca de la cima de Sierra Oliva, junto al barranco homónimo en un tramo de acusada pendiente. Se compone de un poblado y un refugio cercano ocupados entre los siglos V y IV a. C.
- Bogarra: ubicado junto a la rambla homónima y próximo a los restos de la alquería musulmana del mismo nombre. Se trata de los vestigios de un poblado ocupado en el siglo IV a. C..
- Santa Margarita: ubicado en el llano en las proximidades de la finca homónima. Son las ruinas de un poblamiento ibero- romano ocupado entre los siglos II y I a. C.
- Las Peñicas: ubicado en la cima amesetada del cerro de las Peñicas. Son los restos de un poblado de los siglos IV- II a. C.. Se cree que la Dama de Caudete, encontrada en la finca de la Casita del Tío Alberto, pudo pertenecer en origen a este poblamiento o al del cerro de Santa Ana.
- Santa Ana: ubicado en un cerro en el actual casco antiguo de la población. Hay constancia de ocupación de este montículo desde, al menos, el siglo II a. C. Los restos iberos hallados conforman las ruinas de un poblado ibero- romano ocupado entre los siglos II y I a. C. Se cree que en época medieval aquí se levantó una pequeña fortaleza vigía, de la que no se han encontrado restos. Hoy en día este cerro está ocupado por el castizo barrio de Santa Ana, aparecido en el siglo XVI como arrabal de la villa murada.
- El Real: yacimiento ubicado junto a la colina en la que se levanta el castillo de Caudete, en el centro de la población. Se trata de un conjunto de restos de época tardo ibera y romana ocupado entre los siglos II a. C. y IV d. C. conformado por un poblado ibero y construcciones romanas de uso agropecuario, como un torcularium identificado en la campaña arqueológica de 2022.[15]

Todos estos poblamientos tradicionalmente se han vinculado a los iberos deitanos. Tras el colapso de la cultura deitana, éstos fueron reemplazados por los contestanos.
En la Antigüedad la Vía Heraclea discurría por el término de Caudete, llegando procedente de los puertos griegos del Mediterráneo y dirigiéndose hacia la Turdetania.
Con la llegada de los romanos el término de Caudete quedó poblado por villas y explotaciones agrarias, tal y como atestiguan los restos encontrados. Por el término municipal pasaba también la Vía Augusta dividiéndose aquí en el ramal que procedente de Saetabis seguía hacia Illici y Cartago Nova y el que se dirigía hacia Saltigi y Libisosa para después ambos continuar hasta Gades.
Según la administración imperial, el Caput Aquae perteneció primero a la Hispania Citerior, después a la provincia Tarraconense y finalmente a la Cartaginense.

### Edad Media
Tras la caída del Imperio romano de Occidente, el término de Caudete quedó reducido a algunos poblamientos rurales dispersos. Prueba de ello es que no se han encontrado restos de esta época, ni tampoco se nombra a la población en la documentación de la época como el Pacto de Tudmir, suponiendo el periodo entre los siglos IV y XII un tiempo del que no hay noticia alguna ni de Caudete ni de su término. Dada su ubicación, se puede deducir que esta zona perteneció a la Cora de Tudmir tras la llegada de los musulmanes en el siglo VIII.
Durante el periodo andalusí a partir del siglo XII se conformó la villa actual, surgida alrededor de la colina del castillo, y la alquería de Bogarra, ambas situadas bajo la jurisdicción del iqlim de Medina Bilyāna recuperando la nomenclatura latina de la zona y adaptándola al árabe como Al-Qabdag. Esta conformación del actual casco urbano es probable que se diera en el siglo XII en la época de los Segundos taifas, cuando la Taifa de Murcia se expandió por todo el Levante peninsular bajo el mandato de Muhámmad ibn Mardanís, el Rey Lobo. Tras la caída de éste el poder pasó a los almohades, los que reforzarían el primitivo castillo. Tras la disolución de este imperio llegaron los Terceros reinos de taifas, y Al- Qabdag volvió a formar parte de la Taifa mursí. Es en este contexto cuando se produce la conquista cristiana.
En esta época de la conquista cristiana Caudete estaba formado por varios núcleos de población, que las fuentes denominan Els Capdets. Estos Capdets eran el núcleo principal murado, donde se encontraban la mezquita y el castillo (barrio de la Villa), dos arrabales (en las colinas de las Peñicas y Santa Ana) y dos alquerías (la citada Bogarra y Oliva, actual finca La Alcoraya).
Según el tratado de Cazola (1179) entre los reinos de Castilla y la Corona de Aragón, Caudete formaba parte de la zona de expansión de la Corona de Castilla. Sin embargo, incumpliendo el tratado firmado, las tropas de la Orden de Calatrava conquistaron Villena en 1240 para la Corona de Aragón, y desde aquí ampliaron su dominio tomando el castillo de Sax. Después de este hecho, el emir hudí de Murcia firmó con el infante Alfonso en nombre de Fernando III de Castilla el Tratado de Alcaraz en 1243, por el cual este reino islámico se reconocía vasallo de la Corona de Castilla, comenzando en este punto la conquista castellana del reino taifa de Murcia, demarcación donde se encontraba Caudete.
Tradicionalmente se ha considerado que Caudete y Bogarra fueron conquistados a los musulmanes en 1240 a la vez que Villena, pero la documentación de la época, especialmente el Llibre dels Fets, indica que fue en una fecha en torno al 1 de marzo de 1244 cuando los musulmanes de Caudete y Bogarra capitularon y se entregaron pacíficamente al rey Jaime I, el cual en ese momento había tomado también Villena y Sax que, como se ha mencionado, estaban en manos de los calatravos aragoneses desde 1240, como respuesta a la conquista de Enguera por parte del Alfonso X.Todos estos acontecimientos se produjeron dentro del intento de conquista de la ciudad de Játiva (que se encontraba dentro de la zona de expansión aragonesa) por Alfonso X el Sabio. 
La situación entre los monarcas llegó hasta la casi declaración de guerra entre ambos. Con el fin de poner solución a esta situación, y a través de la mediación de la reina Violante, se concertó la firma de un tratado de paz. Con tal fin, los dos reyes se citaron en el castillo de Almizra, en las cercanías de Campo de Mirra. Alfonso el Sabio, procedente de Chinchilla y que venía de ocupar el reino de Murcia, estableció su campamento junto al castillo de Caudete el 24 de marzo de 1244, pues intentó acceder al mismo pero los soldados calatravos que lo custodiaban se lo negaron justificando que estaban de parte del rey de Aragón. La corte que acompañaba al rey, compuesta por importantes personalidades castellanas como el señor de Vizcaya Diego López III de Haro, el maestre de la orden del Temple o el de la orden de Santiago, acampó en el paraje que desde entonces se conoce como El Real.  Y desde aquí partieron hacia un punto indeterminado entre Caudete y Almizra, donde le esperaba la hueste de don Jaime, para después avanzar todos juntos hacia el castillo del mismo nombre. La firma del Tratado de Almizra se produjo el 26 de marzo de 1244, mediante el cual Caudete y Bogarra junto con Villena y Sax pasaron al reino de Castilla.
El 12 de mayo de ese año de 1244, el rey Alfonso creó el Señorío de Caudete en favor de su capitán Sancho Sánchez de Mazuelo y su esposa María González, conformado por los municipios de Montealegre del Castillo, Ontur, Albatana y Peñas de San Pedro, aparte de Caudete. En 1256, Sánchez de Mazuelo vendió el feudo a Don Gregorio García y su esposa Guiralda de Santa Fe, destacados miembros de la corte castellana, señalándose en este documento que Caudete estaba poblado mayoritariamente por mudéjares. Don Gregorio y Doña Guiralda tomaron posesión de la villa el 13 de agosto de 1256, estableciendo el linaje de los señores de Caudete que habría de durar hasta su extinción a inicios del siglo XV, cuando serán sustituidos por la familia Lisón.
Tras la venta del Señorío, las villas de Montealegre del Castillo, Ontur, Albatana y Peñas de San Pedro pasan al Marquesado de Villena y al Alfoz de Alcaraz respectivamente, reduciendo considerablemente la extensión del Señorío de Caudete.
En 1266, tras un acuerdo entre señor y obispo, Caudete se integra en la recién restaurada diócesis de Cartagena.
El rey Jaime I regresó a Caudete de nuevo en su camino hacia Murcia a fin de sofocar la revuelta mudéjar que estalló en 1264 en este reino, en ayuda de su yerno el rey Alfonso X. Esta revuelta finalmente se saldó con la derrota definitiva de los musulmanes mursíes y la consecuente victoria aragonesa, que se plasmó el 2 de febrero de 1266 con la entrada triunfal de Jaime I en la ciudad de Murcia. Tras esto, el monarca aragonés devolvió todo este reino a su yerno en cumplimiento del Tratado de Almizra. En este contexto muchos mudéjares fueron expulsados, y los Capdets sufrieron una gran pérdida de población desapareciendo las alquerías de Bogarra y Oliva, y también los arrabales de las Peñicas y Santa Ana.

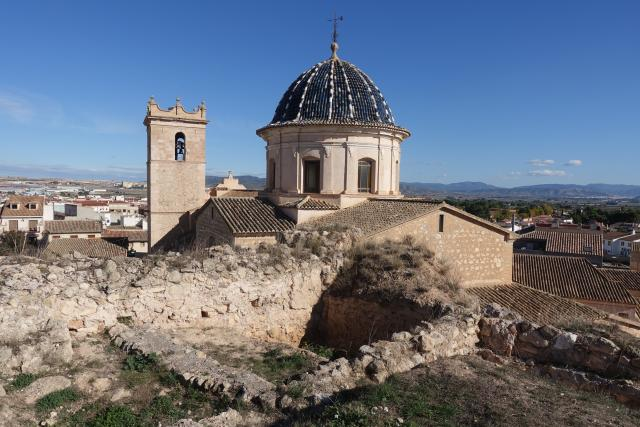
Castillo e iglesia de Santa Catalina

Tras la conquista militar del Reino de Murcia por parte de Jaime II de Aragón, en diciembre de 1297 el señor de Caudete Joan Garcia reconoce a éste como monarca. A partir del año 1304 y tras la Sentencia Arbitral de Torrellas y el Tratado de Elche, Caudete pasó a integrarse en la Corona de Aragón y el Reino de Valencia.
El 6 de marzo de 1305, el señor Joan Garcia concede la Carta Puebla a la villa, con la que se consigue el repoblamiento por cristianos de sus dominios. En 1341 se nombra por primera vez la parroquia de Santa Catalina y San Miguel, lo que testifica el éxito de la repoblación cristiana.
Entre 1356 y 1365 estalla la Guerra de los Dos Pedros entre Aragón y Castilla. Caudete es ocupada por los castellanos, los cuales finalmente devuelven la plaza a Aragón. No obstante, otras villas ocupadas como Villena no regresarían a Aragón, comenzando aquí la situación de Caudete como enclave del Reino de Valencia. En el transcurso de esta guerra, el rey Pedro IV de Aragón concede a Caudete los títulos de Muy Noble, Muy Leal y Fidelísima y le concede el privilegio de celebrar feria durante los 15 días siguientes al día de San Miguel.
En 1422, el último señor de Caudete, Garcia Jofré de Lisón, vendió la villa al rey Alfonso V de Aragón, el cual la agregó al patrimonio regio con perpetua prohibición de enajenarla y le concedió el título de Real en 1427.

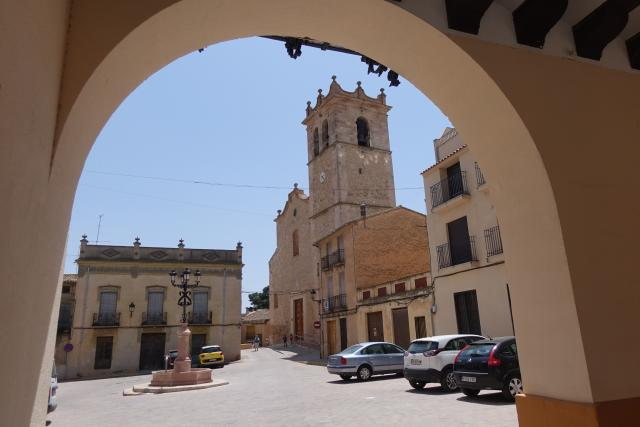
La antigua Puerta de Valencia

En 1429, el rey Alfonso V de Aragón entra en guerra con Juan II de Castilla, el cual ocupa la plaza de Caudete hasta 1436. En este año el gobernador de la ciudad de Játiva consigue vencer a los castellanos, que se retiran. Caudete se reintegra en el Reino de Valencia el 5 de noviembre de 1436.
En 1442, el hermano del rey, Juan de Navarra, vendió nuevamente la villa a Mosén Jaume Ferrer, el cual restaura el señorío autónomo. Esta restauración duró poco, pues en 1446 el concejo de la villa de Onteniente a través de Jaume de Malferit compró la villa de Caudete, tomando posesión de la misma el 4 de julio de 1446 y quedando como responsable de su defensa.
En 1470, Juan II de Aragón le concedió a Caudete el derecho a voto en las Cortes del Reino de Valencia.
Caudete protagonizó junto con Villena uno de los litigios territoriales más largos de la historia entre las Coronas de Aragón y Castilla desde 1482. Así, Caudete era un enclave del Reino de Valencia rodeado por el territorio castellano del Marquesado de Villena y ambas localidades se disputaban el Valle de los Alhorines. Caudete en 1355 adquirió el valle y así consiguió continuidad territorial con el resto del Reino de Valencia a través de Fuente la Higuera, Onteniente y Biar. No obstante, este hecho perjudicó mucho a Villena, que vio complicada a su vez su comunicación con el resto de Castilla hacia Almansa. Este litigio entre Caudete y Onteniente por un lado y Villena por el otro se mantuvo durante varios siglos, hasta que tras la derrota austracista de la guerra de sucesión española Villena finalmente se adueñó del valle.

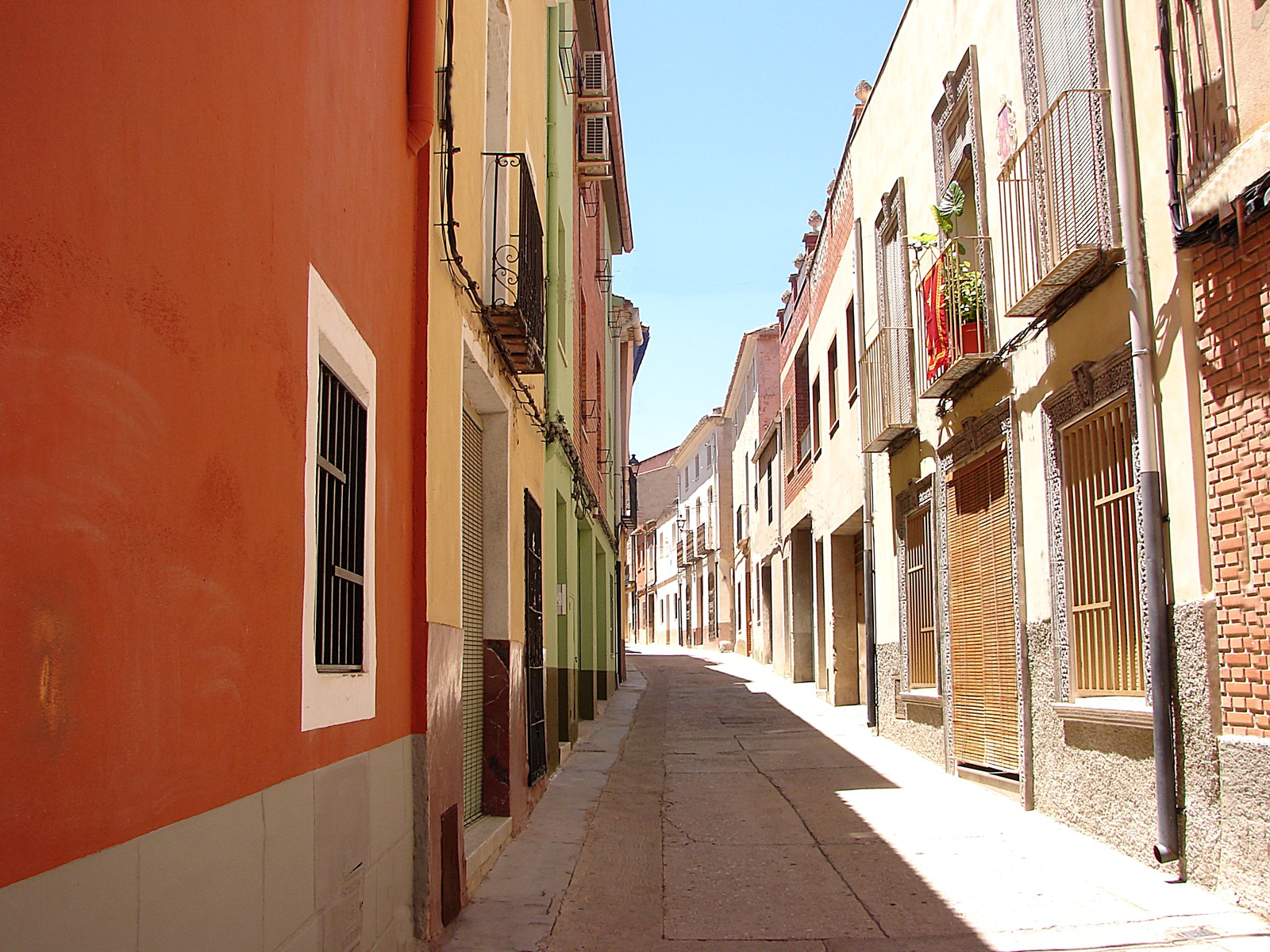
Barrio de la Villa

El 9 de marzo de 1489 el rey Fernando II de Aragón dio por finalizada la tutela del concejo de Onteniente y restituyó Caudete como Villa Real independiente. Esta situación se mantendrá hasta 1707.

### Edad Moderna

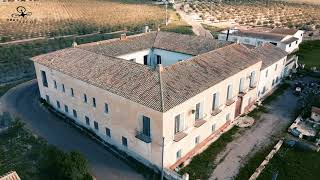
Palacio de los Obispos de Orihuela

A partir del siglo XVI, con la unión dinástica de Aragón y Castilla, la villa perdió su importancia estratégica. Quedó como parte integrante de la Gobernación de Játiva del Reino de Valencia.
En 1519 estalló la revuelta de las Germanías, que en Caudete se tradujo en el pago de costas al bando realista, vencedor de la revuelta.
En 1564 se creó la diócesis de Orihuela como escisión de la antigua diócesis de Cartagena, pasando la villa de Caudete a formar parte de ella. De este periodo destaca la construcción del Palacio de los Obispos de Orihuela (1609), lugar que fue residencia estival de éstos y que hizo que Caudete fuese sede episcopal de facto durante largos periodos. También en el siglo XVI tuvo lugar la gran ampliación de la iglesia parroquial de la Villa en detrimento de la fortaleza de la población y sus muros, que había quedado abandonada.
Durante la guerra de sucesión española Caudete apoyó alternativamente a ambos bandos a lo largo del conflicto. Aprovechando la contienda, la ciudad de Villena acusó a la villa de Caudete de rebelde a la Corona y el 11 de septiembre de 1706 atacó y destruyó gran parte de la población con un ejército formado por vecinos de Villena, otras milicias y cien Dragones del Regimiento de Mahoni. Al año siguiente se libró la decisiva Batalla de Almansa, que marcó la victoria borbónica final, y con base en ello Villena volvió a acusar a Caudete de haberle causado muchos daños durante la guerra y haber obstaculizado su comercio con otras poblaciones leales a la causa borbónica. En ese mismo año de 1707, y atendiendo a las acusaciones de Villena, Felipe V rebajó a Caudete como lugar de Villena, perdiendo todos sus fueros y privilegios y terminando definitivamente con el conflicto de los Alhorines a favor de Villena. Esta situación se mantuvo hasta el 27 de septiembre de 1736, año en que Caudete recuperó su independencia gracias a la labor del sacerdote don Luis Golf y Corredor. El pleito que finalmente devolvió la independencia a Caudete constata que los vecinos de la villa solicitaron que en fuerza de los Capítulos de la Paz de Viena, se le restituyese al Reino de Valencia con los honores de Villa, como estaba antes de la guerra. Felipe V, en virtud de dicha Paz de Viena, restauró todos los honores, títulos y privilegios que tenía Caudete, aunque rechazó la opción de la restitución al Reino de Valencia con la calidad de que se le agregase al Reino de Murcia, y quede totalmente apartada del de Valencia, respecto de hallarse en situación de que algunos lugares de dicho Reino de Murcia se hallaban más inmediatos a el de Valencia. La defensa de Caudete expuso entonces el privilegio otorgado por Alfonso V de Aragón en 1427, conocido como el Privilegio de Agregación, en el que se agregaba la Villa de Caudete al Reino de Valencia con perpetua prohibición de enajenación. La respuesta de Felipe V fue la causa que movió el Real ánimo para la concesión del Privilegio, fue ser fortaleza, y Villa de la frontera […] como hoy cesó este motivo, pues por la unión del Reino de Valencia a los de Castilla, declarado por una de las Provincias de ella, no hay Frontera, y cesa este causal. De esta forma, alegando que la Villa de Caudete se encontraba rodeada de pueblos y ciudades murcianas y que ya no existía la frontera entre la Corona de Aragón y Castilla, la población quedó adscrita al Reino de Murcia y ya no regresando al de Reino de Valencia, el cual por otro lado había dejado de existir legalmente tras la Guerra de Sucesión y los Decretos de Nueva Planta.
Tras la recuperación de la autonomía, Caudete experimentó un gran crecimiento debido a la bonanza económica que atravesaba el Reino de Murcia en esos momentos, y en la segunda mitad del siglo XVIII se llevaron a cabo algunas de las principales construcciones de la villa, tales como el nuevo Santuario de la Virgen de Gracia, la gran cúpula de Santa Catalina, el edificio de la Lonja o el Ayuntamiento, y se mejoraron otras como el palacio de los Obispos de Orihuela, el ahora desaparecido convento capuchino de la Inmaculada Concepción o el convento carmelita de San José. De esta época destacan los años del episcopado de Juan Elías Gómez de Terán (1738-1758), el cual residió largas temporadas en el Palacio Episcopal de Caudete y lo convirtió en sede de facto de la diócesis de Orihuela.

### Edad Contemporánea

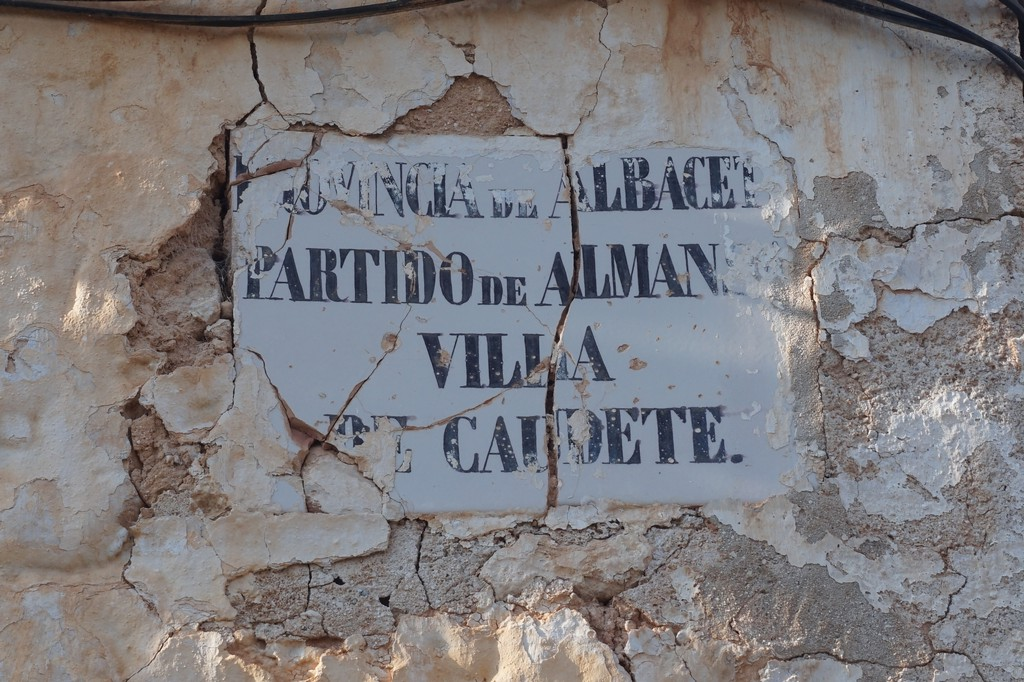
Nomenclátor de 1860

El siglo XIX comenzó con el intento de modernización del Estado, y en la primera división provincial de 1822 Caudete quedó asignada a la provincia de La Mancha Alta. No obstante, durante el corto periodo que duró esta primera división provincial el municipio quedó finalmente adscrito a la provincia de Játiva. Con la vuelta de Fernando VII tras la Guerra del Francés y la abolición de esta primera división provincial Caudete regresó a la antigua demarcación del Reino de Murcia.
En 1833, con la nueva división administrativa de Javier de Burgos, se creó la provincia de Albacete tomando como base la antigua provincia de La Mancha Alta, en la que se incluyó a Caudete. En 1861 una comisión de caudetanos ilustres encabezados por el alcalde solicitaron al gobierno de España la adscripción a la provincia de Alicante exponiendo de nuevo el Privilegio de Agregación de 1427 concedido por Alfonso V de Aragón, pero el gobierno de Isabel II denegó esta petición. De esta forma, Caudete quedó formando parte de la Región de Murcia biprovincial hasta su disolución en 1982.
En el Diccionario de Madoz (1845-1850) aparece la siguiente descripción, que ofrece información sobre la villa durante el siglo XIX:

V[illa] con ayunt[amiento] en la prov[incia] […] de Albacete (10 leg[uas]) […] Sit[uada] en la pendiente de una cuesta […] Tiene 1,200 casas distribuidas en varias calles y 3 plazas; la consistorial con una lonja; cárcel fuerte, pero lóbrega; varias fuentes de buenas aguas para el surtido del vecindario, 2 posadas públicas; escuela de instruccion primaria, otra de latinidad y una enseñanza de niñas […]; un hospital sin muebles ni ropas, en términos que no se presta en él mas auxilio que el albergue; un conv[ento] de Carmelitas calzados […] cuya iglesia se halla habilitada para el culto y administración de sacramentos; una ermita (Sta. Ana), que sirve de capilla al cementerio, y una igl[esia] parr[oquial] (Sta. Catalina) servida por un cura de término […]; fuera de la poblacion se encuentran 2 pozos de nieve, el uno destruido […] Dentro de [el término] se encuentran varias fuentes y pozos, el desp[oblado] de Bugarra, un conv[ento] de Capuchinos y cerca de él un palacio sólido y de buena arquitectura, recreo de los ob[ispos] de Orihuela; la ermita de San Antonio Abad, la de Sta. Bárbara y la de Ntra. Sra. de Gracia, patrona del pueblo, cuya imagen segun tradicion perteneció á un monast[erio] de Benedictinos que hubo en el mismo sitio; el edificio es hermoso de bastante capacidad y bien adornado, hallándose colocada la Virgen en un precioso camarín del altar mayor […] En los dias 8, 9 y 10 de septiembre se celebra la festividad de la patrona, cuya efigie se traslada con gran pompa y solemnidad á la parr[oquia]; hallanse también en distintas direcciones canteras de jaspe y yeso y varias casas de campo […] el terreno participa de montuoso y llano: el primero comprende las sierras de Sta. Bárbara y Lácera, se halla inculto, se dan en él buenos pastos, leñas de mata baja y yerbas olorosas con algunas encinas y pinos: el llano es de buena calidad, particularmente el de regadio, cuyo beneficio lo recibe una porcion de varios manantiales […]; Caminos, los locales en mediano estado […] Prod[ucción]: cereales, maiz, vino, aceite, patatas, muchos y buenos melones, ajos, cohombros, verduras, esparto, frutas y abundantes y finos pastos; cira algo de ganado lanar, vacuno, yeguar y asnal. Ind[ustria]: la agrícola, […] molinos, fabricacion de aguardientes, los oficios mas indispensables y algunos telares de cáñamo y lana para uso de las personas menos acomodadas […] Pobl[ación]: 1,256 vec[inos], 5,502 alm[as] […]
Diccionario de Madoz

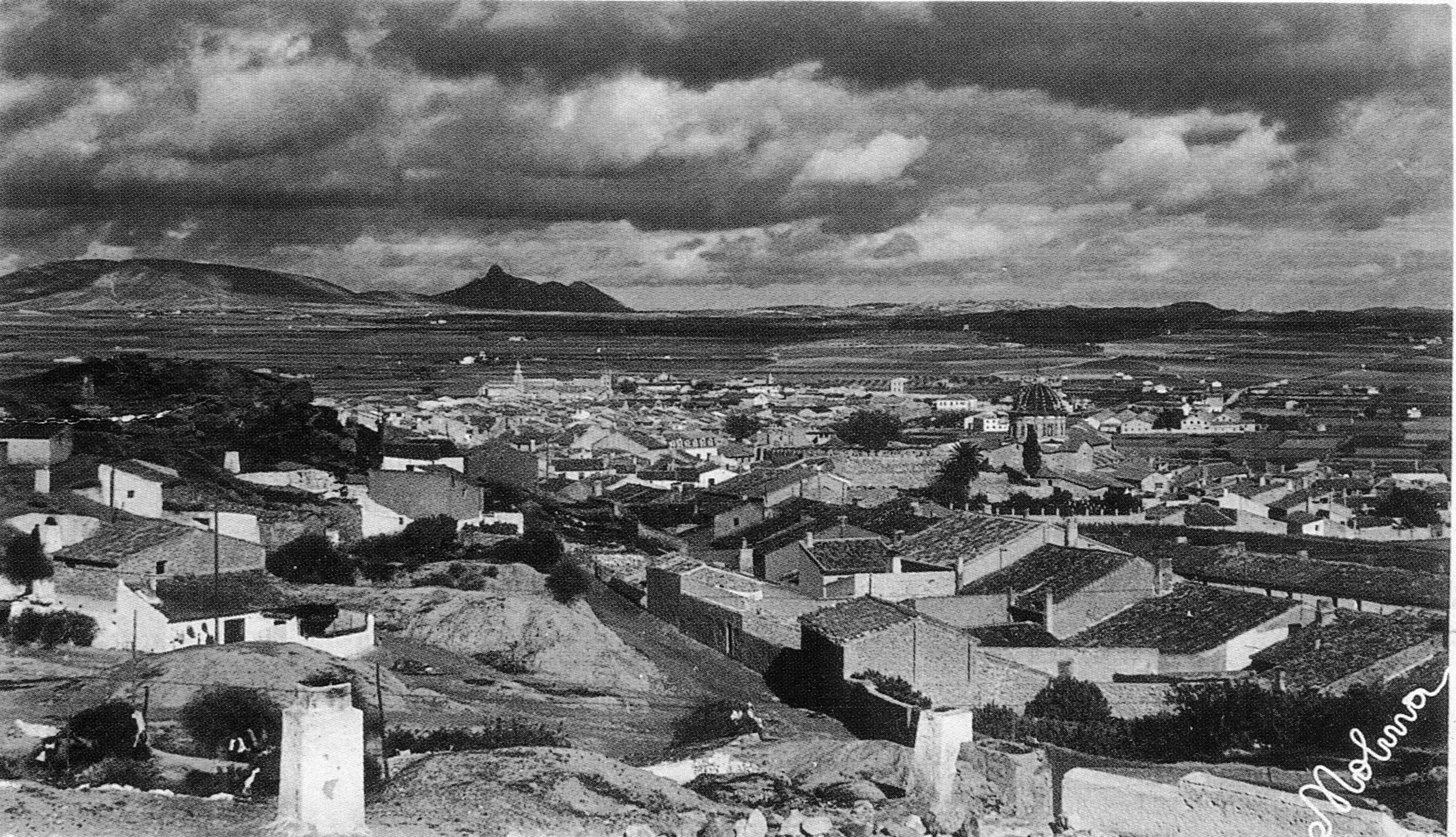
Vista de Caudete en la década de 1940

A finales del siglo XIX y principios del siglo XX Caudete vio crecer una pujante industria alcoholera, lo que dio lugar a una edad de oro de la población. Esta pujanza se tradujo en la construcción de grandes casonas señoriales modernistas a lo largo de las calles Mayor, Abadía, San Antonio Abad y plaza del Carmen y de barrios enteros como el de San Francisco de Asís. Esta época de esplendor tuvo un final abrupto, tras la plaga de filoxera que terminó con la producción alcoholera en la década de 1920.
Durante la Guerra Civil, Caudete quedó en la zona controlada por el bando republicano hasta el final de la contienda, sufriendo numerosos ataques. Por su significado, destaca entre ellos la quema de iglesias y conventos que se produjo el 22 de julio de 1936, momento en el cual se perdió gran parte del patrimonio histórico- artístico de la población.
En 1949 se crea la diócesis de Albacete, abandonando entonces Caudete la diócesis de Orihuela e integrándose en esta nueva.
Con la Transición y la nueva configuración territorial de España, en 1982 se creó la comunidad autónoma de Castilla‑La Mancha, a la que se adhirió la provincia de Albacete junto con Caudete, poniendo fin a su anterior vinculación administrativa con Murcia. Poco después, un movimiento popular recuperó el antiguo Privilegio de Agregación de 1427 y volvió a solicitar la incorporación de Caudete a la provincia de Alicante y a la Comunidad Valenciana, aunque sin éxito.
A pesar de mantenerse oficialmente en Castilla‑La Mancha, esa adscripción no ha logrado apagar la profunda conexión de muchos vecinos con Alicante. En diciembre de 2023, una encuesta de Caudete Digital entre 438 participantes reveló que el 46,9 % de los encuestados estaría dispuesto a formar parte de la provincia de Alicante, frente al 45,1 % que prefería continuar en Castilla‑La Mancha y un 8 % indiferente, lo que demuestra que, quitando a los indeferentes, más de la mitad de los caudetanos se siente “alicantino”.
Ese sentimiento identitario se ha traducido en iniciativas ciudadanas. En 2016 se fundó la Asociación Cultural Valencianista de Caudete, que agrupa a quienes quieren preservar el legado histórico valenciano del municipio; su presidente, Emilio José Catalán, ha subrayado en medios locales que “mantener vivo el vínculo con Valencia y Alicante es esencial para conservar nuestras costumbres y memoria histórica”. Más recientemente, la plataforma “Caudete es Alicante” ha cobrado visibilidad en redes sociales: pequeños grupos de vecinos comparten testimonios, organizan charlas y recogen firmas bajo ese lema para visibilizar la reclamación de un retorno oficial a la órbita alicantina.
Aunque no existe a día de hoy ningún trámite político ni respaldo institucional para modificar los límites provinciales, la vida cotidiana de Caudete refleja esa doble pertenencia: mercados, ferias y relaciones comerciales están más vinculados a poblaciones como Villena, Sax o Elda que al resto de Castilla‑La Mancha.
Esa doble pertenencia se constata en el escudo municipal de Caudete, el cual conserva aún la senyera de la Corona de Aragón, y durante sus fiestas de Moros y Cristianos, la senyera ondea junto a las demás banderas, recordando el pasado levantino que late en el presente de la villa

## Fauna y flora
En cuanto a la fauna, pueden encontrarse reptiles como la lagartija, el lagarto ocelado y la salamanquesa, aves como el halcón, la abubilla, el búho, la perdiz y el gorrión, y mamíferos como el lirón, el murciélago, el zorro, el tejón, el conejo y el jabalí.

## Geografía humana

### Demografía
Cuenta con una población de 10 249 habitantes (INE 2024).
| Gráfica de evolución demográfica de Caudete entre 1842 y 2021                                                         |
| |
| Población de derecho según los censos de población del INE. Población de hecho según los censos de población del INE. |

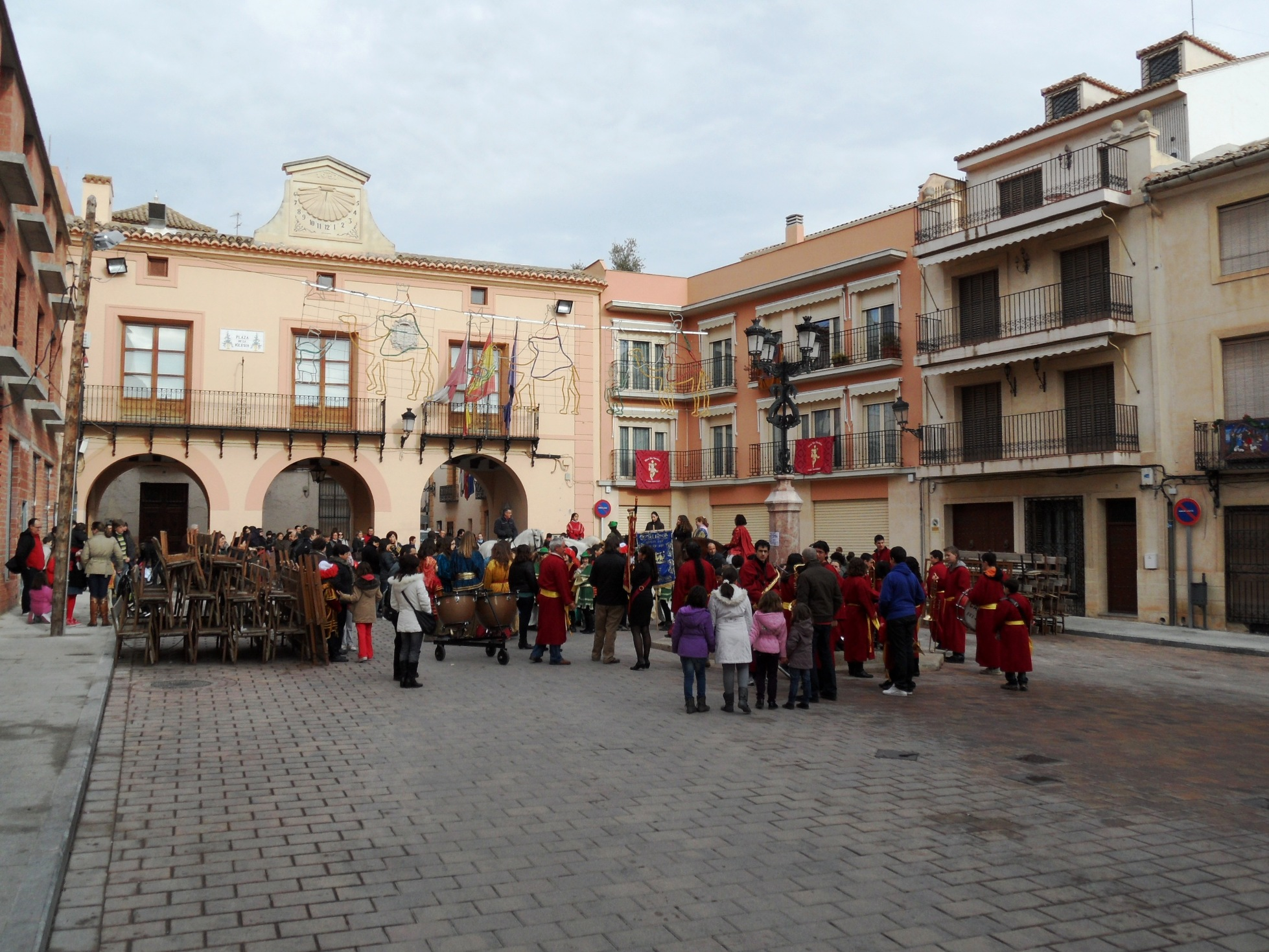
Plaza de la Iglesia y Sala de la Villa

Caudete es el municipio más densamente poblado de la comarca del Monte Ibérico-Corredor de Almansa. Pertenece a la comarca natural y económica del Alto Vinalopó, con capital en Villena, aunque política y administrativamente forma parte de la comarca del Monte Ibérico- Corredor de Almansa y del partido judicial de Almansa. Caudete también comparte diversas infraestructuras y servicios con la comarca del Altiplano murciano, con capital en Yecla.
Con el fin de mejorar la gestión de los fondos procedentes de la Diputación Provincial de Albacete, Caudete se integró en la mancomunidad Monte Ibérico-Corredor de Almansa, formada por tres comarcas históricas albaceteñas distintas.
Por su situación ha tenido una evolución demográfica con fases alternas de crecimiento y estabilidad, sin sufrir las habituales sangrías migratorias de las décadas de 1960 y 1970; así, entre 1930 y 1981 la población se mantuvo en torno a los 7500 habitantes, con variaciones inferiores al 5 %. Desde 1998 a 2008 la población del municipio creció en un 15 %. La población extranjera, que en 2004 ascendía al 5 % de la población total de Caudete, constituye una proporción importante de estos nuevos residentes.
| 1900 | 1910 | 1920 | 1930 | 1940 | 1950 | 1960 | 1970 | 1981 | 1991 | 1996 | 2001 | 2005 | 2010   | 2015   | 2016   | 2017   |
| ---- | ---- | ---- | ---- | ---- | ---- | ---- | ---- | ---- | ---- | ---- | ---- | ---- | ------ | ------ | ------ | ------ |
| 5913 | 6807 | 6917 | 7552 | 7442 | 7862 | 7544 | 7322 | 7570 | 8157 | 8765 | 9069 | 9553 | 10 450 | 10 163 | 10 115 | 10 010 |

### Economía
Los cultivos tradicionales son la vid, el olivo y el almendro, aunque actualmente han perdido parte de su importancia a favor de las explotaciones de regadío y las nuevas producciones hortofrutícolas. La industria, que ha ido acrecentando su importancia desde la década de 1990, está dedicada principalmente a la construcción, los curtidos de cuero, el caucho, el textil, el calzado y especialmente el transporte por carretera y el vidrio.

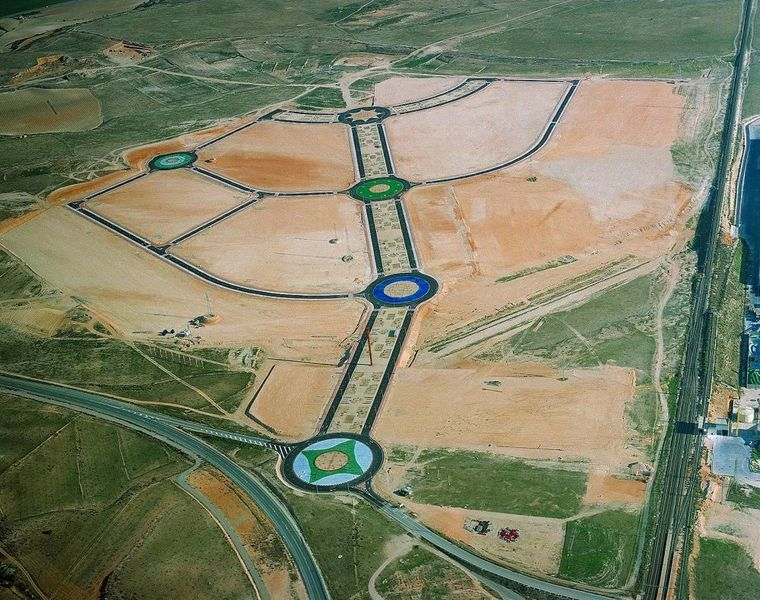
Parque tecnológico empresarial de Caudete (PTEC)

El auge de todos estos sectores ha facilitado la creación del polígono industrial Los Villares y el parque tecnológico empresarial de Caudete (PTEC) el cual se encuentra en fase de desarrollo.

### Transportes

#### Accesos por carretera
Por el término de Caudete circulan las siguientes carreteras:
- Autovía del Altiplano. Enlaza las ciudades de Murcia y Valencia por el interior.
- Autovía de Alicante. Enlaza las ciudades de Madrid y Albacete con Alicante.
- N-344. Enlaza Almería con la A-35 a la altura de Fuente la Higuera.
- CV-809 Enlaza Caudete con la CV-81 en Villena.
- AB-3004. Enlaza Caudete con la C-3223 (Yecla-Almansa) y Montealegre del Castillo.
- CV-656. Enlaza Caudete con la A-31 y Fontanares.

#### Transporte público por carretera
En la población hay dos paradas de líneas regulares de autobuses, una en la avenida de Valencia y otra en la avenida de Villena. Desde aquí hay conexión directa con Valencia, Caravaca de la Cruz, Albacete, Hellín, y Alicante.

#### Transporte ferroviario
El municipio cuenta con una estación de tren operada por Renfe ubicada a 3 km del casco urbano en la que tienen parada los trenes de la línea Alicante-Albacete-Ciudad Real los viernes, sábados y domingos.
A 20 km de Caudete se encuentra la estación de alta velocidad de Villena de la línea Madrid- Levante que comunica la capital de España con Albacete, Alicante, Elche, Orihuela y Murcia.

## Política
| Resultados de las elecciones municipales de 2015 en Caudete |            |                 |
| Partido político                                            | Concejales | Votos           |
| Partido Popular                                             | 7          | 2006 (36,27 %)  |
| Partido Socialista Obrero Español                           | 5          | 1.681 (30,39 %) |
| Ganemos Caudete                                             | 3          | 847 (15,31 %)   |
| Iniciativa Independiente                                    | 1          | 330 (5,97 %)    |
| Ciudadanos                                                  | 1          | 291 (5,26 %)    |

| Resultados de las elecciones municipales de 2019 en Caudete |            |                 |
| Partido político                                            | Concejales | Votos           |
| Partido Popular                                             | 8          | 2.336 (43,73 %) |
| Partido Socialista Obrero Español                           | 5          | 1.619 (30,31 %) |
| Unidas por Caudete                                          | 2          | 611 (11,44 %)   |
| Ciudadanos                                                  | 1          | 447 (8,37 %)    |
| Coalición Centro Democrático                                | 1          | 276 (5,17 %)    |

| Resultados de las elecciones municipales de 2023 en Caudete |            |                 |
| Partido político                                            | Concejales | Votos           |
| Partido Socialista Obrero Español                           | 6          | 1.899 (35,82 %) |
| Partido Popular                                             | 5          | 1.490 (28,1 %)  |
| Vox Caudete                                                 | 4          | 1.164 (21,95 %) |
| CCD Caudete                                                 | 1          | 363 (6,84 %)    |
| Unidas por Caudete                                          | 1          | 332 (6,26 %)    |

## Patrimonio

### Patrimonio arquitectónico

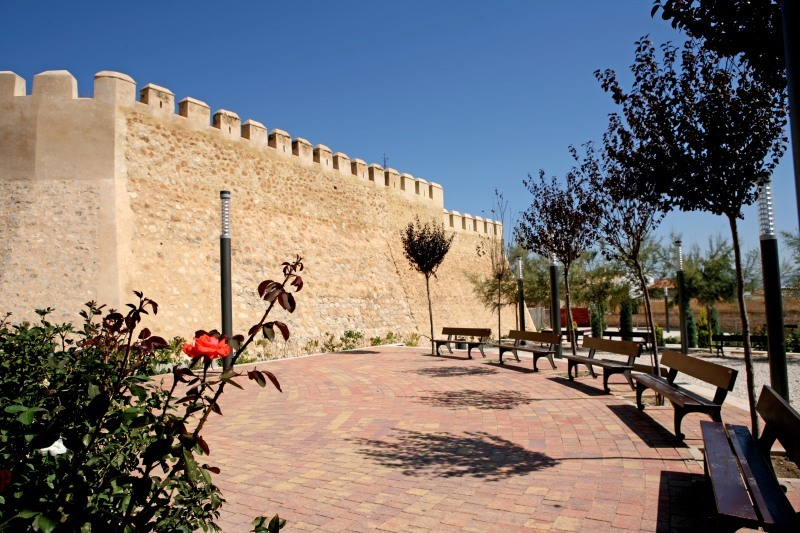
Castillo de Caudete

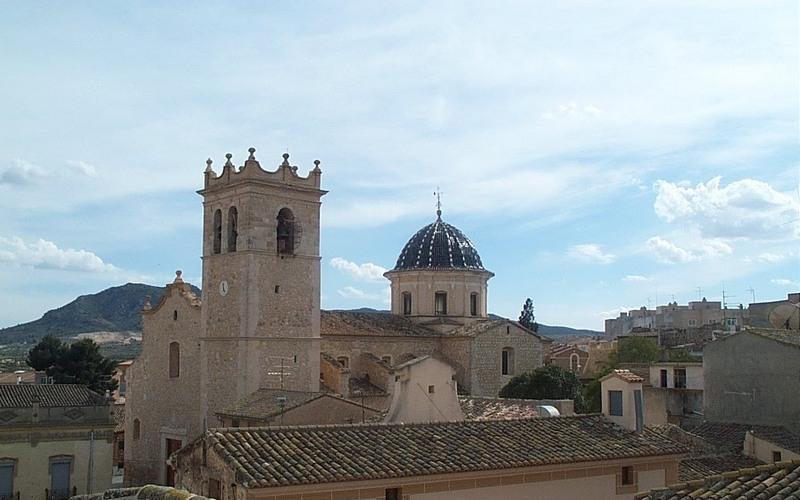
Iglesia de Santa Catalina

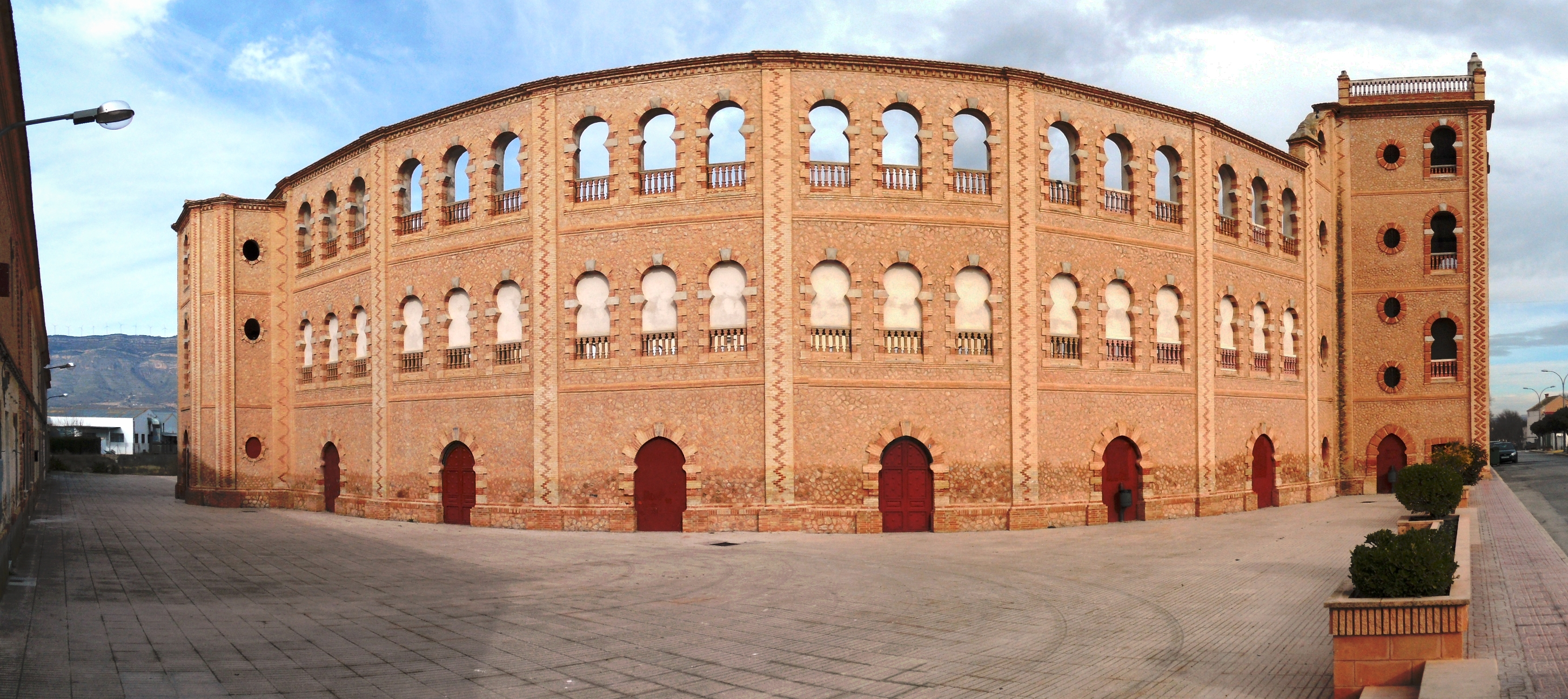
Plaza de toros «Las Arenas»

- Castillo de Caudete: Antigua fortaleza de origen islámico, levantada sobre un cerro en el centro de la población. Su construcción comenzó en el siglo XII en el extremo noroeste de lo que hoy en día es el barrio de la Villa, si bien la estructura actual corresponde al uso señorial cristiano de los siglos XIII-XV. En la actualidad sólo se conserva parte de las murallas de contención, de planta poligonal,[33] que se comenzaron a restaurar en el año 2000.[34] Contaba en origen de una muralla doble almenada, cuatro baluartes unidos entre sí por un adarve y una torre principal de planta cuadrada junto a la puerta de acceso.[35]
- Iglesia de Santa Catalina: Presenta elementos de estilo gótico, barroco y neoclásico, resultado de diferentes procesos constructivos.[34] La fachada presenta torre única, levantada en 1499 y acabada en terraza ornamentada por pináculos (picos de la torre) de 1756. Aloja cinco campanas de bronce, tres de ellas también del siglo XVIII.[34] Al interior cuenta con bóveda de crucería gótica en la nave central y azulejería estilo rococó en el camarín.[34] En todo el edificio pueden verse numerosos escudos de los reyes de Aragón. Está declarada bien de interés cultural.[35]
- Sala de la Villa: Construida entre 1759 y 1764, cumplió las funciones de sala capitular hasta principios del siglo XX,[34] función que ha recuperado en las últimas décadas.[33] Los arcos de su planta baja sirvieron de lonja y están situados en el emplazamiento de la antigua Puerta de Valencia.[34] En la fachada meridional destacan el escudo de Caudete, ricamente ornamentado en estilo rococó y un reloj de sol que corona la cornisa.[36]
- Casa consistorial: Fue sala de audiencias desde 1745 y posteriormente también sala capitular.[34] En su planta baja se situaba el almacén de grano, bodega y peso real de la harina. La estructura actual data de 1912 y la fachada de 1956.[34] En la actualidad acoge las dependencias del Ayuntamiento de Caudete.

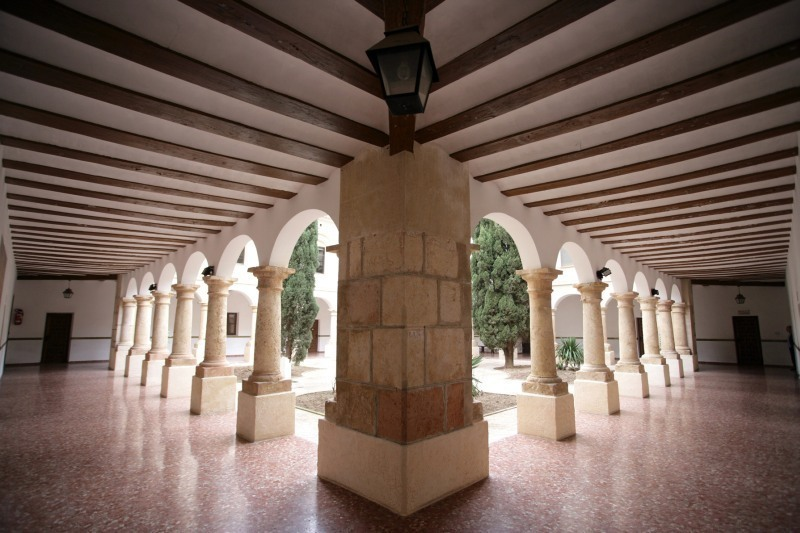
Convento Carmelita de San José

- Convento Carmelita de San José Convento Carmelita de San José: Se fundó en 1586 y alberga un hermoso claustro barroco del siglo XVII, con columnas toscanas de sillería y arcos de medio punto.[34] Anexa al convento se encuentra la iglesia del Carmen, reconstruida parcialmente en el siglo XX sobre la planta del siglo XVII.[34]

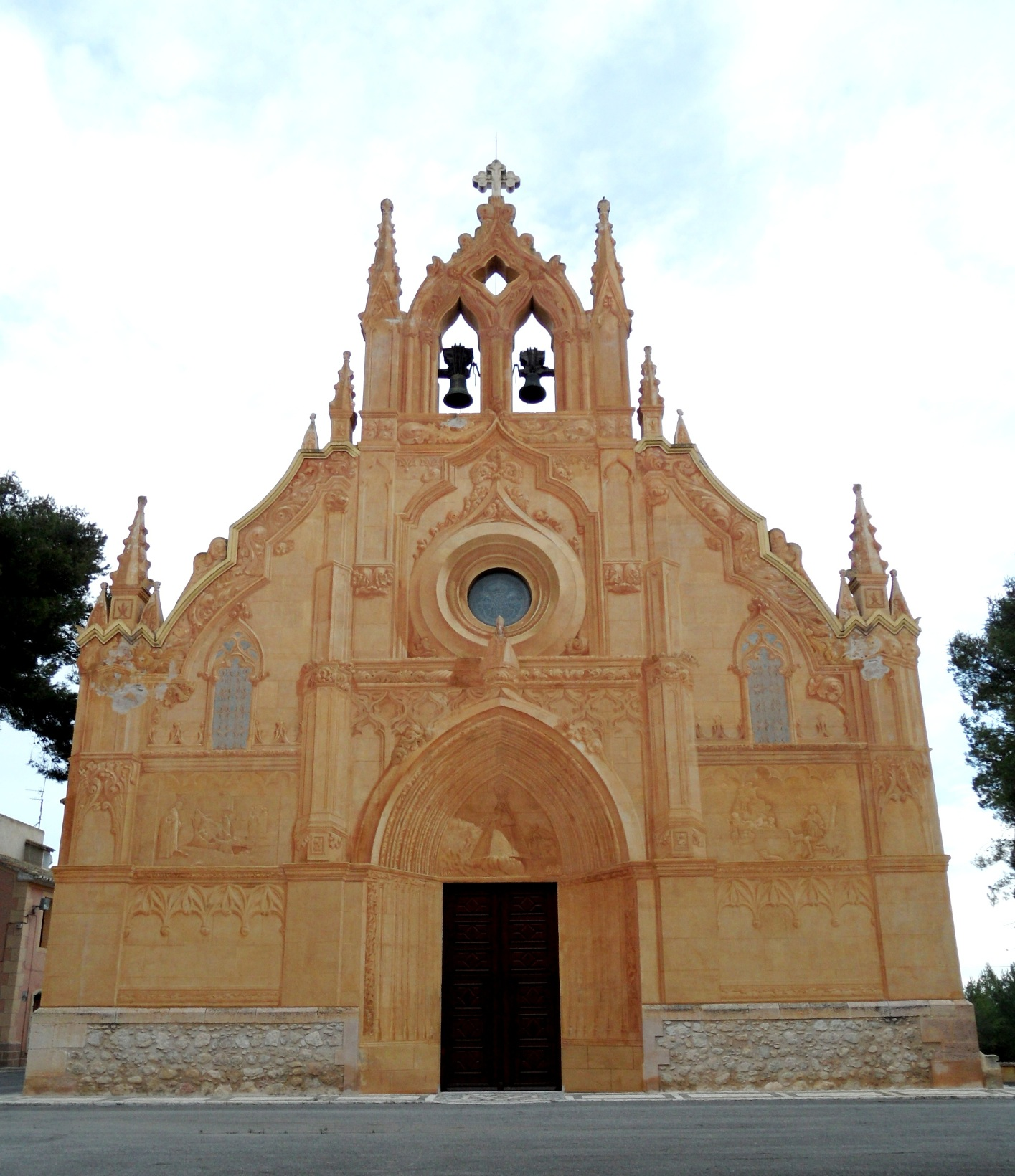
Santuario de la Virgen de Gracia

- Santuario de la Virgen de Gracia: Se construyó entre 1741 y 1792 en estilo barroco levantino[34] sobre una ermita gótica anterior. Según la tradición local, en este lugar se levantó un monasterio benedictino de época visigoda del cual no han aparecido restos.[37] Posee un retablo al óleo de Francisco Rodríguez Sánchez Clement y grandes pinturas murales de José Pérezgil, destacando especialmente el pavimento cerámico del camarín revestido con azulejería valenciana del siglo XVIII, así como su esbelta cúpula de linterna. Los frescos neogóticos de la fachada datan de 1907 y se deben a Agustín Espí.[34][38]
- Plaza de Toros «Las Arenas»: Se construyó en 1910 en estilo neomudéjar. Los materiales utilizados fueron la piedra caliza y el ladrillo macizo, y la fachada está decorada por más de doscientos arcos de herradura.[34] Fue considerada una de las más bellas de España y se encuentra sin duda entre las mejor conservadas.[38] La portada principal exhibe bajorrelieves de inspiración taurina.[38]
- Iglesia de San Francisco de Asís: Se construyó en 1909 como iglesia-panteón de Francisco Albalat, conde de San Carlos y su esposa, la Baronesa de Caix. Es un ejemplo destacado del modernismo de principios de siglo, aunando elementos de tradición mudéjar y bizantina.[34] La fachada está conformada por una sola torre campanario colocada en posición central y coronada por una cúpula vidriada.[38] Destacan las vidrieras y pinturas de Torres Cotarelo.[34]

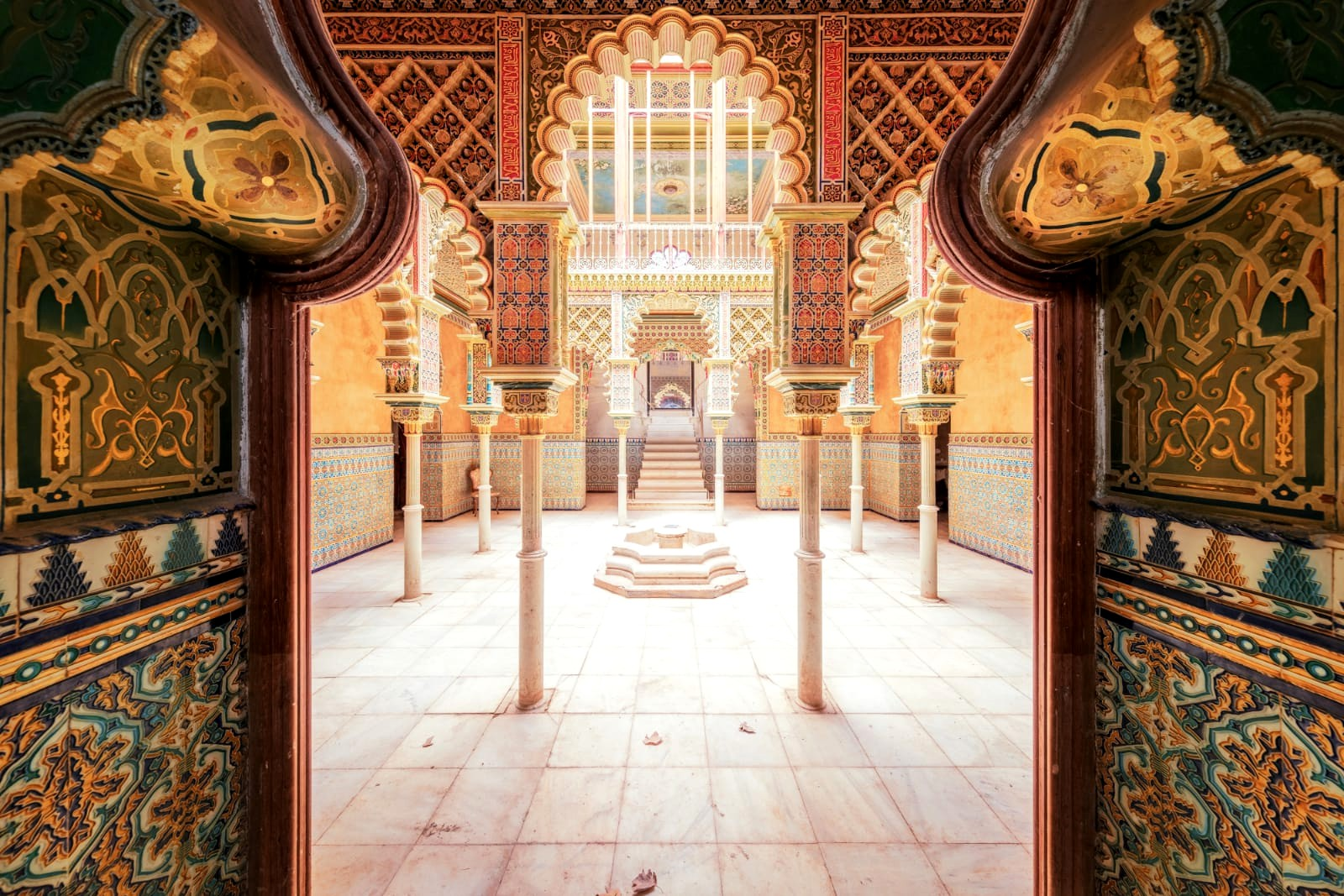
Villa El Paso

- Villa El Paso Villa El Paso: finca modernista construida como villa de recreo del conde de San Carlos en 1912, formando parte del conjunto arquitectónico del barrio de San Francisco.
- Ermita de San Antón: Su existencia está atestiguada desde 1597, aunque su configuración actual es posterior.[38] Recientes estudios han concluido que esta ermita fue construida por los Hermanos Hospitalarios de San Antonio como hospicio para peregrinos de la ruta que unía Valencia con la Basílica de la Vera Cruz de Caravaca.
- Molino de Abajo: molino hidráulico construido junto a una acequia de la rambla de Bogarra. Las primeras referencias al edificio son del siglo XV. El molino estuvo en funcionamiento hasta la década de 1960. En la actualidad está en proceso de restauración.
- Restos de la Vía Augusta: La Vía Augusta, que comunicaba Roma con Cádiz, atravesaba el término de Caudete en dirección O-NE, dirigiéndose de Montealegre del Castillo hacia Saetabis (Játiva) y parte de su trazado es todavía reconocible.[39]
- Palacio de los Obispos de Orihuela: Casona palaciega construida a los pies de Sierra Oliva junto a la antigua ermita del Rosario en 1608 por el obispo Andrés Balaguer. En 1631 el obispo Bernardo Caballero construyó junto al palacio el jardín de Buena Vista y en 1770 el edificio fue remodelado íntegramente por el obispo José Tormo. Este palacio fue residencia de verano de los obispos de la diócesis de Orihuela-Alicante durante los siglos XVII y XVIII siendo su época de mayor esplendor el episcopado de Juan Elías Gómez de Terán (1738-1758), cuando este palacio se convirtió en la sede de la diócesis de facto. El lugar dejó de ser residencia episcopal en la centuria siguiente para más tarde utilizarse como sanatorio durante la epidemia de cólera- morbo de 1884. En 1891, la diócesis orcelitana vendió el edificio y sus jardines al párroco local, el cual posteriormente volvió a venderlo en 1905 a la Orden de San Agustín que lo transformó en enfermería para sus misioneros. Durante la guerra civil española los frailes de esta enfermería sufrieron una brutal persecución, lo que hizo que la Orden, tras la contienda, vendiese el edificio pasando a manos privadas utilizándose entonces primero como fábrica y después como granja. Del edificio destaca la azulejería valenciana dieciochesca de sus salas y los escudos heráldicos de los obispos labrados en piedra. En la actualidad está en proceso de restauración.
- Yacimiento ibero de Capuchinos: a los pies de Sierra Oliva y junto al extinto nacimiento de agua de Bogarra se encuentran los restos de un poblado y una necrópolis de época ibera (siglo V a. C.) donde apareció, entre otros numerosos restos, la Cierva de Caudete.

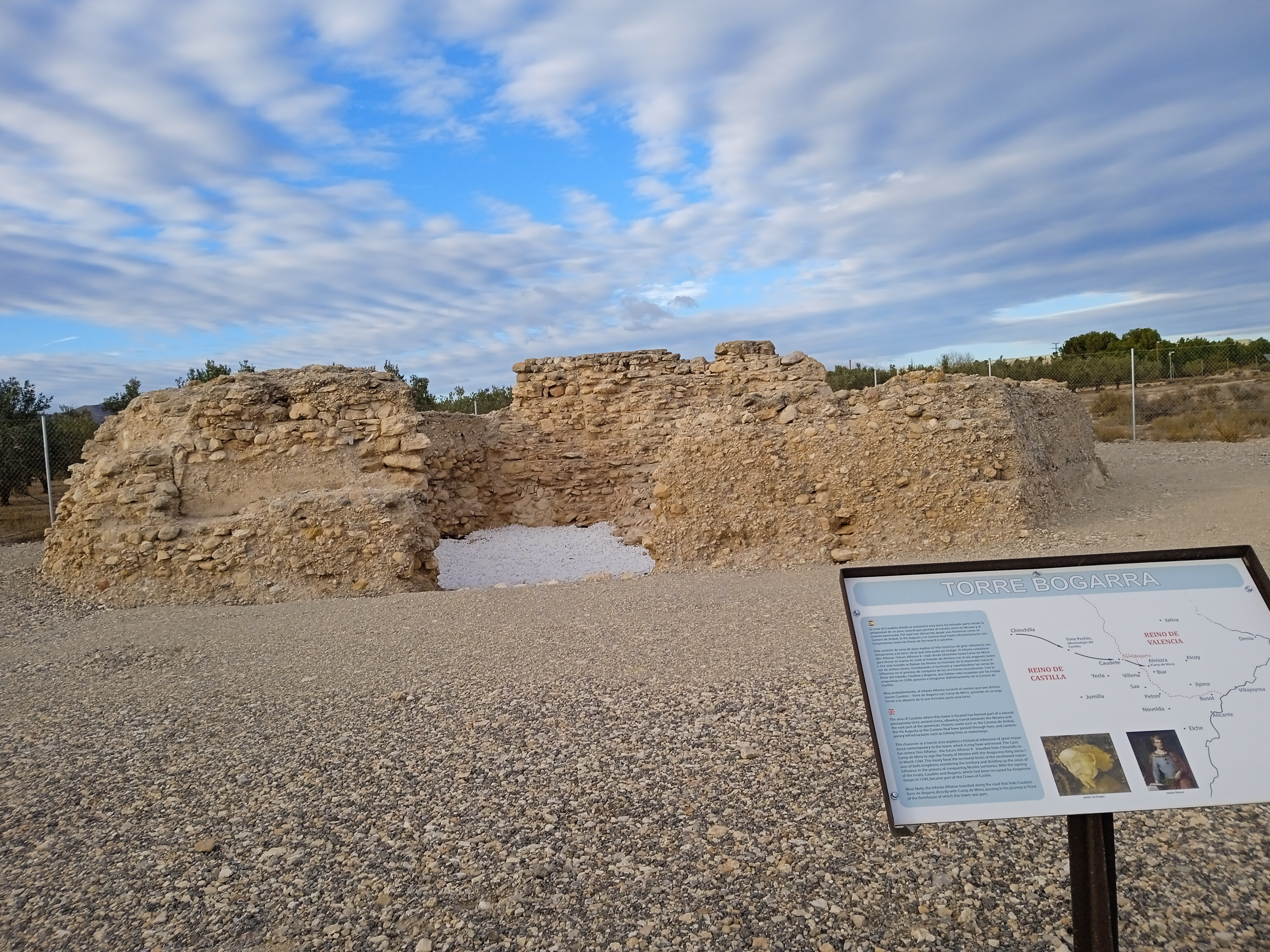
Torre de Bogarra

- Torre de BogarraYacimiento ibero-romano de El Real: se ubica junto al castillo, se trata de un yacimiento con restos iberos y romanos (siglos II a. C.-IV). Aquí han aparecido restos de un poblamiento ibero así como otros de edificios relacionados con la explotación agropecuaria de época imperial. Este poblamiento, previsiblemente, quedó deshabitado tras la caída del Imperio romano hasta la configuración del actual casco urbano en el siglo XII.
- Torre de Bogarra: restos de una alquería de época musulmana habitada desde el siglo XII a inicios del XIV. Se cita en varias ocasiones en el Llibre dels Fets de Jaime I y se cree que quedó abandonada tras la revuelta mudéjar de 1264-1266. En la actualidad son visibles los restos de una torre fortificada, algunos muros y una balsa de riego.
- Casa de Miguel Martínez: también conocida como la Casa Rodes, es una casona palaciega del siglo XIX ubicada frente al ayuntamiento y la Sala de la Villa, en el inicio de la calle Mayor. La casa ha sido restaurada en 2023 y parte de ella está musealizada mostrando una vivienda burguesa decimonónica. Alberga las dependencias de la oficina municipal de turismo.[40]

### Patrimonio natural
- La Toconera y Sierra Alácera: Es un paraje declarado Espacio de Protección Ecológica y Paisajística y contiene la Charca de la Toconera, una pequeña laguna habitada por aves durante todo el año.[41]

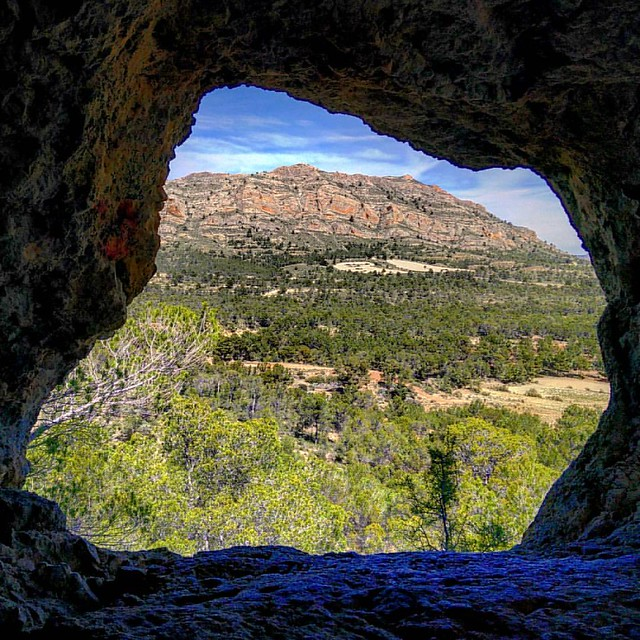
La Sierra Alácera vista desde la Piedra Agujereá

- Piedra Agujereá: Es una formación calcárea ubicada en el punto más alto de la Toconera, caprichosamente modelada por el agua y el viento situada a 722 m sobre el nivel del mar.[41]
- Los Arenales y la Sierra del Cuchillo: Es una microrreserva con un ecosistema único en la provincia, formado por de arenas de origen eólico que presentan una flora sabulícola muy especializada y similar a la de los arenales y las dunas costeras y con especies, además, exclusivas de estos arenales.[42]

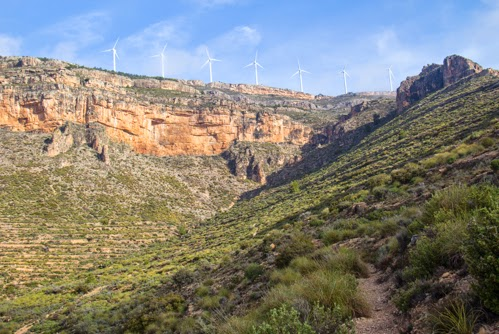
Sierra Oliva

- Sierra OlivaSierra Oliva: cadena montañosa que alcanza los 1153 metros y que separa Caudete del resto de Castilla-La Mancha. Todo el conjunto de la sierra está salpicado de arquitecturas singulares como la ermita de Santa Bárbara, diversos pozos de nieve, albergues de cazadores y algunos yacimientos arqueológicos de época neolítica e ibera. Supone el principal atractivo paisajístico de Caudete, desde cuya cima se puede llegar a ver el mar. Esta sierra además ofrece la posibilidad de práctica de diversos deportes, como parapente, senderismo o el uso de una vía ferrata.
- Yacimiento paleontológico del Mioceno: Durante la construcción de la autovía A-33 en 2018 apareció en Caudete un yacimiento paleontológico de más de 7 millones de años (Mioceno), en el que aparecieron restos de más de 6000 restos de animales como invertebrados, reptiles, micromamíferos, cinco especies de artiodáctilos, tres de carnívoros, una de rinoceronte y una de caballo del género Hipparion, cuyos fósiles son los más abundantes del yacimiento. Estos restos están custodiados en el Museo Paleontológico de Castilla-La Mancha en Cuenca.[43][44]

## Cultura

### Museos

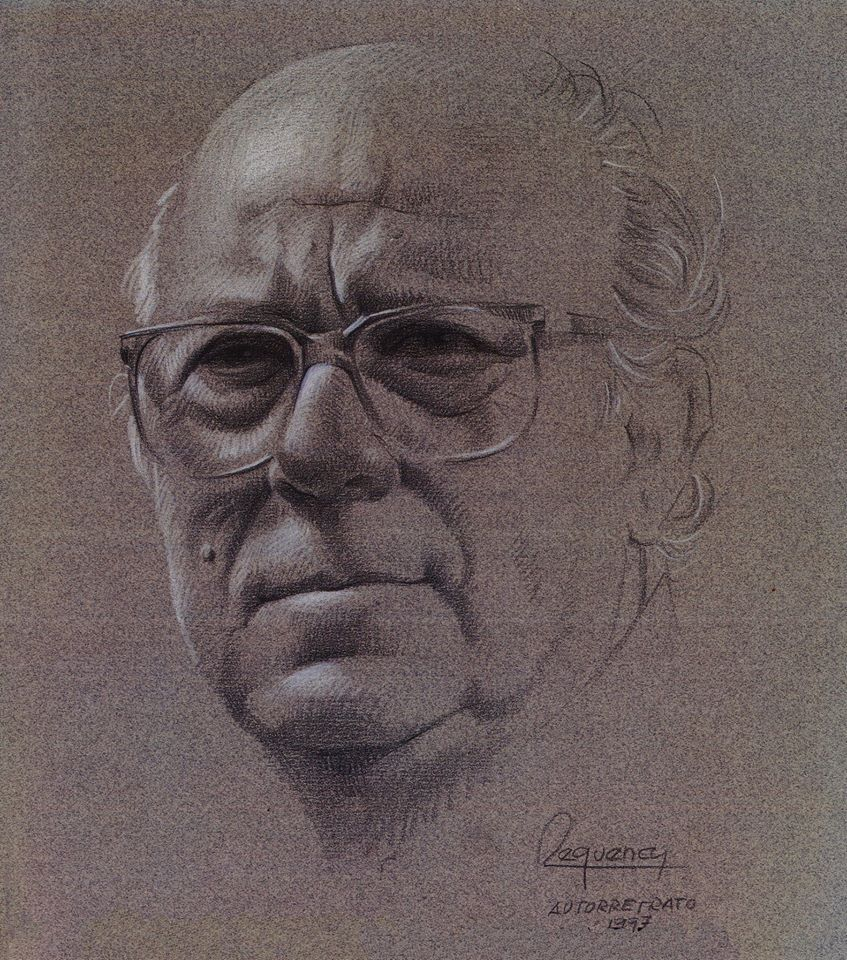
Autorretrato de Rafael Requena

- Autorretrato de Rafael RequenaMuseo de la Acuarela Rafael Requena: Está dedicado a la obra de Rafael Requena,[34] contiene algunas de sus mejores obras[45] y celebra cada año el certamen nacional de acuarela Villa de Caudete Rafael Requena.[cita requerida]
- Centro de interpretación del Patrimonio Cultural de Caudete: Tiene como misión informar sobre las características geográficas, históricas y culturales de Caudete. Cuenta con un centro de recepción de visitantes, un aula de historia, una colección documental y arqueológica con piezas procedentes de los diversos yacimientos de su término municipal, comprendidos entre el Neolítico y la Edad Contemporánea. En la exposición, destaca el fragmento de un «pilar estela» de origen íbero y la reproducción a escala de una casa íbera.[46][47]
- Museo y Sala de Mantos de Ntra. Sra. de Gracia: colección museística ubicada anexa al Santuario de la Virgen de Gracia. Recoge obras de carácter religioso desde el siglo XIV hasta la actualidad. Destaca una tabla de pintura gótica que representa a San Martín de Tours y la colección de mantos de la Virgen, el más antiguo del siglo XVII.

### Fiestas

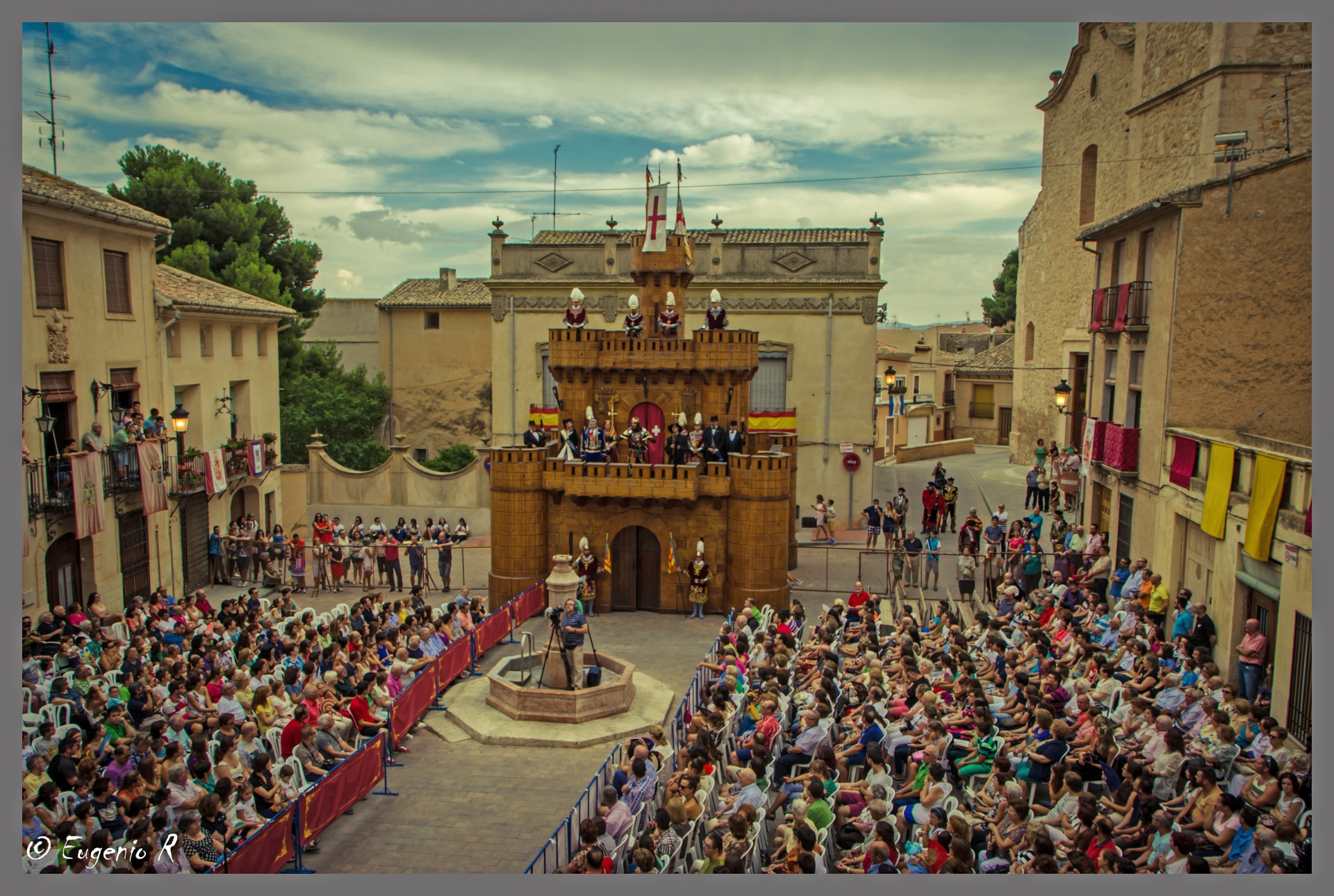
Episodios Caudetanos

- Episodios CaudetanosMoros y Cristianos: Se celebran en honor a la Virgen de Gracia del 6 al 10 de septiembre.[20] La primera referencia documentada que se tiene de esta fiesta data de 1588, siendo una de las fiestas de Moros y Cristianos más antiguas de España. Declaradas de Interés Turístico Regional.[48] Entre los principales actos están los grandes desfiles de La Entrada y La Enhorabuena y el Ruedo de Banderas, aunque el espectáculo principal son los Episodios Caudetanos, declarados Bien de Interés Cultural.[48] Se trata de un tipo de teatro en embajada basado en un texto originario del siglo XVI que, en tres actos, escenifica la invasión musulmana de Caudete, la reconquista cristiana por parte de las tropas de Jaime I de Aragón y la aparición de las imágenes de la Virgen de Gracia y San Blas.[48] Las fiestas de Moros y Cristianos de Caudete están organizadas en torno a cinco comparsas, tres del bando cristiano y dos del bando moro: La Antigua (las primeras referencias son de 1661), Guerreros (originada en torno a 1800), Moros (originada en torno a 1800), Mirenos (fundada en 1907) y Tarik (fundada en 1977). La pólvora tiene un papel fundamental en las fiestas, convirtiéndose en omnipresente a lo largo de todas las jornadas festeras.
- Feria de San Miguel: recuperada recientemente, se celebra a finales de septiembre. Tiene su origen en el privilegio otorgado por Pedro IV de Aragón en 1362.

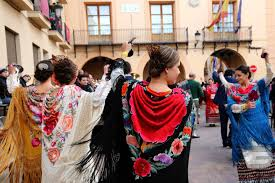
Bailes del Niño

- Bailes del NiñoBailes de Danza y Puja: También llamados Bailes del Niño, tienen lugar en Navidad organizados por la cofradía del Dulce Nombre de Jesús.[48] Durante estos días, parejas ataviadas con el traje típico de caudetano o bailador danzan en las plazas del pueblo una serie de jotas valencianas.[49]  Llama la atención del traje de caudetana el mantón de Manila, complemento principal del traje y que en Caudete goza de gran tradición. Antiguamente se realizaban al son de dolçaines i tabals, si bien hoy día se hacen al son de la banda Unión Musical Santa Cecilia de Caudete. Los orígenes de esta fiesta se remontan al siglo XVI, cuando la diócesis de Orihuela-Alicante implantó este tipo de festividades para ensalzar la figura del Niño Jesús. Otras poblaciones cercanas como Biar, Agost o Ibi celebran danzas muy similares.

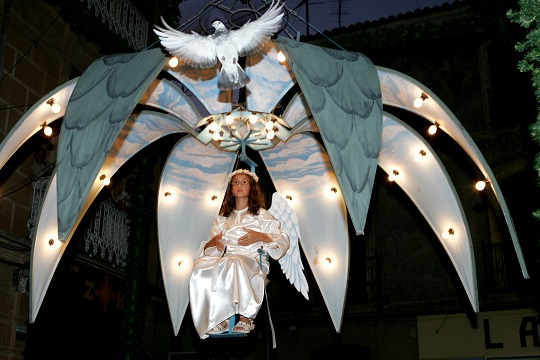
El canto de la Alcachofa

- El canto de la AlcachofaVirgen del Carmen: Conocida popularmente como El canto de la Alcachofa, esta festividad se celebra el domingo siguiente al 16 de julio.[48] Se coloca en la plaza del Carmen un arco cruzado del que se hace descender a un niño vestido de ángel entonando cánticos de alabanza a la Virgen.[50] Esta fiesta, instaurada por los padres carmelitas, tiene su origen a mediados del siglo XIX y se celebra de forma ininterrumpida desde 1984. Está muy relacionada con otras fiestas similares conocidas como la Carxofa que se celebran en el área metropolitana de Valencia.
- Semana Santa: Cuenta con ocho cofradías, siendo la más antigua la de la Virgen del Rosario, que data del siglo XVI.[50]
- Fiestas de San Antón y San Blas: celebradas en enero y febrero respectivamente, son de las más antiguas de la población.

### Gastronomía
La gastronomía caudetana combina las tradiciones manchegas y mediterráneas. Destacan los gazpachos manchegos, la gachamiga y las pelotas de relleno. Es también típica la paella de arroz y conejo y el arroz caldoso con verduras. En cuanto a la repostería cabe mencionar los machacos, rollos de vino, mantecados y pastas de aguardiente. En Navidad y fiestas de septiembre son típicos los almendrados y en Pascuas las monas. Es digno de mención el aceite de oliva, elaborado con aceitunas cornicabra, manzanet y changló. Se producen también vinos tintos, rosados y blancos y moscatel.

### Lengua
Hasta el siglo XIX en el municipio se hablaba un valenciano atiborrado de aragonesismos, y desde aquel siglo sufrió un proceso de sustitución lingüística por el castellano semejante al ocurrido en la comarca alicantina de la Vega Baja del Segura. En la actualidad su habla castellana está llena de palabras valencianas.

### Música
Desde el año 2015 Caudete acoge el festival de música Numskull Brass Festival Caudete. que cada verano ―habitualmente en el mes de julio― ofrece varios conciertos de música clásica centrados en la especialidad de viento metal, además de albergar un curso de especialización musical para alumnos de trombón, trompeta, trompa, tuba y bombardino.
Caudete también acoge de forma anual la celebración del festival de arpa ArNova a lo largo del cual se realizan conciertos de arpa y espectáculos de danza en entornos singulares tales como la ermita de Santa Ana, la de San Antón o el claustro del Carmen.
Desde el año 2022 también acoge a un festival de heavy metal no comercial, especializado en el estilo grindcore, llamado Ofendiditox, donde tocan bandas de todo el territorio nacional.

### Pintura
Caudete goza de gran prestigio en el mundo de la acuarela gracias a la figura de Rafael Requena, al museo homónimo y al Taller de Arte «Villa de Caudete». Fruto de la gran afición del pueblo por esta técnica pictórica tienen lugar dos certámenes de acuarela de gran reconocimiento:
- Certamen Nacional de Acuarela «Villa de Caudete»
- Bienal Internacional de Acuarela de Caudete

Por otro lado, Caudete es cuna de grandes pintores del siglo XX español:
- Rafael Requena
- José Pérezgil
- Pedro Torres Cotarelo

Cabe destacar también dentro del panorama cultural de la población la celebración de las Jornadas de Teatro de Frontera, un encuentro académico bianual que parte de los Episodios Caudetanos y que tiene como temática de estudio las representaciones teatrales populares que se llevan a cabo dentro de las fiestas mayores de los pueblos y ciudades de la cuenca mediterránea.Este encuentro académico pretende colocar a Caudete como centro de referencia del teatro de Moros y Cristianos a nivel internacional.

## Turismo
En la actualidad, Caudete se encuentra en proceso de crecimiento como destino turístico rural. Desde el Ayuntamiento se está trabajando en mejorar la oferta patrimonial, cultural, festiva y de naturaleza que posee la población.

### Rutas turísticas
Por Caudete pasan las siguientes rutas turísticas:
- Camino de la Lana: ruta jacobea con inicio en Alicante, llega a Caudete y desde aquí se dirige hacia Almansa.[55] Este camino sigue la antigua ruta comercial que hacían los pastores y comerciantes de lana entre la meseta castellana y las costas de Levante.
- Camino del Sureste: ruta jacobea con inicio en Alicante, llega a Caudete y desde aquí se dirige hacia Montealegre del Castillo. Esta ruta también se conoce como Camino de Aníbal por coincidir su trazado con el itinerario que siguió el general cartaginés Aníbal Barca en su marcha desde Cartagena hacia Roma en las Guerras Púnicas.[56]
- Ruta de Jaime I: ruta que sigue el camino que hizo Jaime I de Aragón en el siglo XIII. Este monarca estuvo en Caudete en dos ocasiones, en 1244 y 1264.[57]
- Ruta de los Iberos del Sureste: ruta que atraviesa los principales yacimientos de época ibera en las provincias de Albacete y Murcia.[58]

Por su importancia histórica cabe destacar el Camino de los Valencianos, uno de los Caminos de la Vera Cruz de Caravaca, actualmente en desuso. Este camino de peregrinación, que une la ciudad de Valencia con la basílica de la Vera Cruz de Caravaca, tuvo su máximo esplendor entre los siglos XV y XVIII.

### Destino Starlight
Gracias a las gestiones de la Diputación de Albacete, desde 2023 Caudete tiene categoría de destino Starlight por la calidad de sus cielos para la contemplación de las estrellas junto con otros municipios de la provincia.

### Turismo de naturaleza
Las zonas montañosas de Caudete ofrecen una amplia variedad de rutas de senderismo, principalmente por Sierra Oliva, Sierra Alácera y sierra del Cuchillo. En Sierra Oliva, además, se ubica una vía ferrata y es un lugar muy popular para los amantes del parapente.

## Hermanamientos
- Marseillan (Francia)
- Valverde de Júcar (Cuenca)
- Paracuellos (Cuenca)
- Fabriano (Italia)